# Список русских православных храмов и приходов в странах Европы
В список включены храмы и приходы различных юрисдикций, устроенные на средства Российской империи или русской эмиграции и/или придерживающиеся русской богослужебной традиции.

## Австрия
| Город          | Храм                                                               | Год постройки | Современная юрисдикция                                    | Изображение | Современный адрес            | Примечания            |
| -------------- | ------------------------------------------------------------------ | ------------- | --------------------------------------------------------- | ----------- | ---------------------------- | --------------------- |
| Вена           | Собор святителя Николая Чудотворца                                 | 1899          | Венская и Австрийская епархия Русской православной церкви |             | Jauresgasse, 2               | Кафедральный собор    |
| Вена           | Церковь Лазаря Четверодневного                                     | 1895          | Венская и Австрийская епархия Русской православной церкви |             | Wiener Zentralfriedhof       | Кладбищенская         |
| Зальцбург      | Церковь Покрова Пресвятой Богородицы                               | 1964          | Германская епархия Русской православной церкви заграницей |             | Christian Doppler Strasse, 3 |                       |
| Ла-ан-дер-Тайя | Церковь Архангела Михаила                                          | 2018          | Венская и Австрийская епархия Русской православной церкви |             | Ruhhofstrasse, 95, Laa/Thaya | на военном кладбище   |
| Лиенц          | Часовня во имя Покрова Божией Материи и святого Цесаревича Алексия | 2015          | Германская епархия Русской православной церкви заграницей |             |                              | при Казачьем кладбище |

Приходы без отдельных храмов и домовые храмы
| Город      | Приход                                                 | Год основания | Современная юрисдикция                                    | Изображение | Современный адрес                                 | Примечания |
| ---------- | ------------------------------------------------------ | ------------- | --------------------------------------------------------- | ----------- | ------------------------------------------------- | --- |
| Грац       | Покровский приход                                      | 1946          | Венская и Австрийская епархия Русской православной церкви |             | Mariahilferplatz, 3; Griesplatz, 30               | Службы проводятся в Schatzkammerkapelle |
| Клагенфурт | Церковь Покрова Пресвятой Богородицы                   | 1945, 2016    | Германская епархия Русской православной церкви заграницей |             | Franz von Sales Platz, 1 (Waffenschmiedgasse, 13) | К 1990 году в связи со смертью настоятеля упразднён, но возрождён в 2016 году. Богослужения проходят в старокатолическом храме в центре города Клагенфурта. |
| Лиенц      | Приход апостола Андрея Первозванного                   | 1945          | Германская епархия Русской православной церкви заграницей |             | Hauptplatz A-9900 Lienz                           | Богослужения проходят в католическом храме святого Антония. При приходе действует небольшой Музей казачества, архив и библиотека                            |
| Линц       | Приход Новомучеников и исповедников российских         | 2004          | Венская и Австрийская епархия Русской православной церкви |             | Biberweg, 30, Pichling                            | Службы проводятся в церкви Святого Павла в Пихлинге |
| Филлах     | Церковь святого благоверного князя Александра Невского | 1946          | Германская епархия Русской православной церкви заграницей |             | Am Waldrain, 8                                    | |

упразднённые приходы
| Город                | Приход                                       | Год основания | Современная юрисдикция                                    | Изображение | Современный адрес                                 | Примечания                                                       |
| -------------------- | -------------------------------------------- | ------------- | --------------------------------------------------------- | ----------- | ------------------------------------------------- | ---------------------------------------------------------------- |
| Клагенфурт           | Приход святой блаженной Ксении Петербургской | 2005          | Венская и Австрийская епархия Русской православной церкви |             | Franz von Sales Platz, 1 (Waffenschmiedgasse, 13) | упразднена в связи с объединением с общиной РПЦЗ в том же городе |
| Шпитталь-ан-дер-Драу |                                              | 1945          | Русская православная церковь заграницей                   |             |                                                   | при лагере перемещённых лиц                                      |
| Фризах               |                                              | 1945          | Русская православная церковь заграницей                   |             |                                                   | при лагере перемещённых лиц                                      |
| Трофайах             |                                              | 1945          | Русская православная церковь заграницей                   |             |                                                   | при лагере перемещённых лиц                                      |
| Треффен              |                                              | 1945          | Русская православная церковь заграницей                   |             |                                                   | при лагере перемещённых лиц                                      |

## Андорра
Приходы без отдельных храмов и домовые храмы
| Город               | Приход                                        | Год основания | Современная юрисдикция                                     | Изображение | Современный адрес                                   | Примечания                                                              |
| ------------------- | --------------------------------------------- | ------------- | ---------------------------------------------------------- | ----------- | --------------------------------------------------- | ----------------------------------------------------------------------- |
| Сант-Жулия-де-Лория | Приход иконы Пресвятой Богородицы «Казанская» | 2013          | Испанско-Португальская епархия Русской православной церкви |             | Avinguda Verge de Canòlich, 21, Sant Julìa de Lòria | Службы проводятся в католическом храме Sant Julià i Sant Germà de Lòria |

## Бельгия
| Город     | Храм                                                                                      | Год постройки | Современная юрисдикция                                                                   | Изображение | Современный адрес                                      | Примечания   |
| --------- | ----------------------------------------------------------------------------------------- | ------------- | ---------------------------------------------------------------------------------------- | ----------- | ------------------------------------------------------ | ------------ |
| Антверпен | Приход Рождества Христова                                                                 | 1867          | Брюссельская и Бельгийская епархия Русской православной церкви                           |             | Loosplaats 2, Sint-Jozefkerk. B-2018 Antwerpen, België |              |
| Брюссель  | Собор святителя Николая Чудотворца                                                        | 1862          | Брюссельская и Бельгийская епархия Русской православной церкви                           |             | Rue des Chevaliers, 29                                 | кафедральный |
| Брюссель  | Храм-памятник святого праведного Иова Многострадального                                   | 1950          | Лондонская и Западно-Европейская епархия Русской православной церкви заграницей          |             | Avenue du Manoir, 8                                    |              |
| Льеж      | Церковь святого благоверного князя Александра Невского и преподобного Серафима Саровского | 1953          | Архиепископия православных русских церквей в Западной Европе Русской православной церкви |             | Rue de Laveu, 80                                       |              |
| Первейзе  | Монастырь иконы Божией Матери «Всех скорбящих Радосте»                                    | 1976          | Брюссельская и Бельгийская епархия Русской православной церкви                           |             | Roesdammestraat, 1, Pervijze                           |              |

Приходы без отдельных храмов и домовые храмы
| Город        | Приход                                                                    | Год основания  | Современная юрисдикция                                                                   | Изображение                  | Современный адрес                               | Примечания                                                           |
| ------------ | ------------------------------------------------------------------------- | -------------- | ---------------------------------------------------------------------------------------- | ---------------------------- | ----------------------------------------------- | -------------------------------------------------------------------- |
| Антверпен    | Приход святого Георгия Победоносца                                        |                | Архиепископия православных русских церквей в Западной Европе Русской православной церкви |                              | Van Trierstraat, 2                              |                                                                      |
| Брюссель     | Церковь Святой Троицы                                                     | 2003           | Брюссельская и Бельгийская епархия Русской православной церкви                           |                              | Rue Leon Lepage, 33-35                          |                                                                      |
| Брюссель     | Церковь Покрова Пресвятой Богородицы                                      | 1963           | Брюссельская и Бельгийская епархия Русской православной церкви                           |                              | Chaussee d’Anvers, 405                          | помещение по найму                                                   |
| Брюссель     | Часовня святой праведной Анны                                             | XVI век (1973) | Брюссельская и Бельгийская епархия Русской православной церкви                           |                              | Avenue des Trembles                             |                                                                      |
| Брюссель     | Церковь Воскресения Христова                                              | 1927           | Лондонская и Западно-Европейская епархия Русской православной церкви заграницей          |                              | Rue des Drapiers, 42                            |                                                                      |
| Брюссель     | Приход святителя Николая Чудотворца и святого великомученика Пантелеймона | 1929           | Архиепископия православных русских церквей в Западной Европе Русской православной церкви |                              | Jean-André de Mot 47, 1040 Etterbeek, Bruxelles | располагается в бывшем помещении сиротского приюта (1929)            |
| Брюссель     | Приход Святой Троицы и святых бессребренников Космы и Дамиана             |                | Архиепископия православных русских церквей в Западной Европе Русской православной церкви |                              | Rue Paul Spaak, 26                              |                                                                      |
| Лёвен        | Приход святого Апостола и Евангелиста Матфея                              | 2004           | Брюссельская и Бельгийская епархия Русской православной церкви                           |                              | Tervuursestraat, 56                             | располагается в храме бывшей семинарии Латино-Американского колледжа |
| Мехелен      | Приход святого Богоявления (Крещения Господня)                            | 2014           | Брюссельская и Бельгийская епархия Русской православной церкви                           |                              | Adegemstraat 93, 2800 Mechelen                  | в помещении бывшего католического храма                              |
| Монс         | Церковь святого Архистратига Божия Михаила                                | 1832 (2009)    | Брюссельская и Бельгийская епархия Русской православной церкви                           |                              | Place des Martyrs, 11-bis                       | располагается в бывшей католической церкви                           |
| Намюр        | Церковь преподобного Серафима Саровского                                  | 2007           | Брюссельская и Бельгийская епархия Русской православной церкви                           | Chapelle canadienne de Namur | Avenue de la Vecquee, 9                         |                                                                      |
| Остенде      | Приход святого Апостола Иоанна Богослова                                  | 2004           | Брюссельская и Бельгийская епархия Русской православной церкви                           |                              | Graaf De Smet de Naeyerlaan, 24, 8400 Oostende  |                                                                      |
| Серен (Льеж) | Церковь иконы Божией Матери «Живоносный Источник»                         | 2006           | Брюссельская и Бельгийская епархия Русской православной церкви                           |                              | Rue Ferrer, 73                                  |                                                                      |
| Тразеньи     | Монастырь Иверской иконы Божией Матери                                    | 1999           | Брюссельская и Бельгийская епархия Русской православной церкви                           |                              | Rue du Caillou, 3                               |                                                                      |
| Турне        | Храм в честь Благовещения Пресвятой Богородицы                            | 2013           | Брюссельская и Бельгийская епархия Русской православной церкви                           |                              | 33, Rue Albert — 7540 Tournai, Belgique         |                                                                      |
| Шарлеруа     | Храм Святой Троицы                                                        | 1924           | Брюссельская и Бельгийская епархия Русской православной церкви                           |                              | Chaussee de Charleroi, 436                      |                                                                      |

## Болгария
| Город       | Храм                                 | Год постройки | Современная юрисдикция                                | Изображение | Современный адрес       | Примечания |
| ----------- | ------------------------------------ | ------------- | ----------------------------------------------------- | ----------- | ----------------------- | ---------- |
| София       | Церковь святителя Николая Чудотворца | 1914          | Русская православная церковь                          |             | бул. Цар Освободител, 3 |            |
| Шипка       | Храм-памятник Рождества Христова     | 1902          | Старозагорская епархия Болгарской православной церкви |             |                         |            |
| село Чарган | Бакаджикский Спасский монастырь      | 1879          | Сливенская епархия Болгарской православной церкви     |             |                         |            |

Упразднённые храмы
| Город | Храм                                 | Год постройки | Современная юрисдикция | Изображение | Современный адрес | Примечания                                                    |
| ----- | ------------------------------------ | ------------- | ---------------------- | ----------- | ----------------- | ------------------------------------------------------------- |
| Варна | Церковь святителя Николая Чудотворца | 1861          |                        |             |                   | перенесена в придел Варненского Успенского собора в 1887 году |

## Великобритания
| Город     | Храм                                                                | Год постройки | Современная юрисдикция                                                          | Изображение | Современный адрес            | Примечания                                |
| --------- | ------------------------------------------------------------------- | ------------- | ------------------------------------------------------------------------------- | ----------- | ---------------------------- | ----------------------------------------- |
| Колчестер | Церковь святителя Иоанна Шанхайского                                |               | Лондонская и Западно-Европейская епархия Русской православной церкви заграницей |             | Military Rd                  |                                           |
| Лондон    | Собор Успения Пресвятой Богородицы и всех святых                    | 1849          | Сурожская епархия Русской православной церкви                                   |             | Ennismore Gardens, 67        | Православный — с 1956 года                |
| Лондон    | Собор Рождества Пресвятой Богородицы и святых царственных мучеников | 1997—2005     | Лондонская и Западно-Европейская епархия Русской православной церкви заграницей |             | Harvard Road, 57, Chiswick   | до 2017 года именовался Успенским собором |
| Манчестер | Покровская церковь                                                  | 2004          | Ставропигиальный приход Русской православной церкви                             |             | Clarence Road, 64, Longsight |                                           |
| Оксфорд   | Церковь святителя Николая Чудотворца                                | 1913 (2008)   | Сурожская епархия Русской православной церкви                                   |             | Ferry Road, 34, Marston      |                                           |
| Уоллэси   | Церковь преподобномученицы Елисаветы                                |               | Лондонская и Западно-Европейская епархия Русской православной церкви заграницей |             | Rake Lane, Liscard           |                                           |
| Уолсингем | Приход иконы Божией Матери «Живоносный Источник»                    |               | Сурожская епархия Русской православной церкви                                   |             | Little Walsingham            |                                           |
| Уолсингем | Церковь Преображения Господня                                       |               | Фиатирская архиепископия Константинопольской православной церкви                |             | Scarborough Road             |                                           |

Приходы без отдельных храмов и домовые храмы
| Город              | Приход                                                 | Год основания | Современная юрисдикция                                                                   | Изображение | Современный адрес                                                                                               | Примечания                                                       |
| ------------------ | ------------------------------------------------------ | ------------- | ---------------------------------------------------------------------------------------- | ----------- | --- | ---------------------------------------------------------------- |
| Абердин            | Приход святого Махара Абердинского                     |               | Сурожская епархия Русской православной церкви                                            |             | | Службы проводятся в часовне King’s College                       |
| Белфаст            | Приход святого Финниана Клонардского                   |               | Сурожская епархия Русской православной церкви                                            |             | High Street, 105                                                                                                | Службы проводятся в церкви святого Георгия                       |
| Бирмингем (Сметик) | Приход Всех святых земли Британской и Ирландской       |               | Сурожская епархия Русской православной церкви                                            |             | Bearwood Road, Bearwood, B66 4BX, Smethwick                                                                     | Службы проводятся в церкви Девы Марии                            |
| Бодиэм             | Приход святой преподобномученицы Елисаветы             |               | Сурожская епархия Русской православной церкви                                            |             | Rocks Farm |                                                                  |
| Бристоль           | Приход Святой Троицы                                   |               | Сурожская епархия Русской православной церкви                                            |             | Canford Cemetery, Canford Lane, Westbury on Trym                                                                | Службы проводятся в старой погребальной часовне                  |
| Брадфорд           | Приход Сретения Господня                               |               | Сурожская епархия Русской православной церкви                                            |             | Pakington Street                                                                                                | Службы проводятся в церкви святого Иосифа                        |
| Глазго             | Приход архангела Гавриила                              |               | Архиепископия западноевропейских приходов русской традиции Русской православной церкви   |             | 77 Southpark Ave, Glasgow G12 8LE                                                                               |                                                                  |
| Глазго             | Приход святого Кентигерна                              |               | Сурожская епархия Русской православной церкви                                            |             | Govan Road, 866                                                                                                 | Службы проводятся в церкви Govan Old                             |
| Данди              | Приход Благовещения Пресвятой Богородицы               |               | Сурожская епархия Русской православной церкви                                            |             | | Службы проводятся в университетской капелле                      |
| Дарем              | Приход святых Кутберта и Беды Достопочтенного          |               | Сурожская епархия Русской православной церкви                                            |             | South Bailey | Службы проводятся в часовне святой Марии                         |
| Дерби              | Приход святого Давида Уэльского                        |               | Сурожская епархия Русской православной церкви                                            |             | St. Mary’s Bridge                                                                                               | Службы проводятся в часовне Святой Марии                         |
| Дуглас             | Приход святых царственных страстотерпцев               |               | Сурожская епархия Русской православной церкви                                            |             | |                                                                  |
| Йорк               | Приход святых равноапостольных Константина и Елены     |               | Сурожская епархия Русской православной церкви                                            |             | 47 Shipton Street, York                                                                                         | Службы проводятся церкви святого Луки                            |
| Йорк               | Скит святой Анны                                       |               | Архиепископия западноевропейских приходов русской традиции Русской православной церкви   |             | Saint Anne’s House — 33 Brownlow Street — York YO31 8LW                                                         |                                                                  |
| Кембридж           | Приход преподобного Ефрема Сирина                      |               | Сурожская епархия Русской православной церкви                                            |             | Jesus Lane | Службы проводятся в часовне Westcott House                       |
| Кингс-Линн         | Приход Рождества Пресвятой Богородицы                  |               | Сурожская епархия Русской православной церкви                                            |             | | Службы проводятся в церкви святой Маргариты                      |
| Кингстон-апон-Халл | Приход Рождества Христова                              |               | Сурожская епархия Русской православной церкви                                            |             | угол Cottingham Road (B1233) и Newland Avenue                                                                   | Службы проводятся в методистской Троицкой церкви                 |
| Клектон-он-Си      | Монастырь святого великомученика Пантелеймона Целителя |               | Лондонская и Западно-Европейская епархия Русской православной церкви заграницей          |             | Jaywick Lane, 70                                                                                                |                                                                  |
| Ливерпуль          | Миссия святителя Николая Чудотворца                    |               | Лондонская и Западно-Европейская епархия Русской православной церкви заграницей          |             | |                                                                  |
| Лондон             | Петропавловский приход                                 |               | Фиатирская архиепископия Константинопольской православной церкви                         |             | Clapham Manor Street, Clapham, London, SW4 6BX                                                                  |                                                                  |
| Лондон             | Успенский приход                                       |               | Фиатирская архиепископия Константинопольской православной церкви                         |             | Holborn, London                                                                                                 |                                                                  |
| Меттингем          | Церковь иконы Божией Матери «Всех скорбящих Радость»   | 2010          | Лондонская и Западно-Европейская епархия Русской православной церкви заграницей          |             | Low Road |                                                                  |
| Норидж             | Приход апостола Иоанна Богослова                       |               | Архиепископия православных русских церквей в Западной Европе Русской православной церкви |             | Пересечение Park Lane и Avenue Road                                                                             |                                                                  |
| Нортгемптон        | Приход святой Анны                                     |               | Архиепископия православных русских церквей в Западной Европе Русской православной церкви |             | Church Lane, Northampton, NN1 3NL, Royaume Uni \|\|                                                             |                                                                  |
| Ноттингем          | Приход святых Айдана и Чада                            |               | Сурожская епархия Русской православной церкви                                            | 1. 2.       | 1.The Church of St Aidan and St Chad, Carlton Road, Carlton; 2.St Anthony Priory Church, Gregory Street, Lenton | Службы проводятся в двух храмах                                  |
| Ньюарк-он-Трент    | Приход святого Павлина Йоркского                       |               | Сурожская епархия Русской православной церкви                                            |             | Market Place | Службы проводятся в церкви Марии Магдалины                       |
| Ньюкасл-апон-Тайн  | Приход святого Георгия Великомученика                  |               | Сурожская епархия Русской православной церкви                                            |             | Northumberland Road                                                                                             | Службы проводятся в церкви святого Иакова                        |
| Ньютон Эббот       | Приход преподобномучениц Елисаветы и Варвары           |               | Сурожская епархия Русской православной церкви                                            |             | Waverley Road, Abbotsbury                                                                                       | Службы проводятся в церкви Девы Марии                            |
| Портсмут           | Петропавловский приход                                 |               | Сурожская епархия Русской православной церкви                                            |             | 104 Copnor Road                                                                                                 | Службы проводятся в церкви Святого Албания                       |
| Ромфорд            | Приход Андрея Первозванного                            |               | Сурожская епархия Русской православной церкви                                            |             | St. Andrews Road, 4                                                                                             | Службы проводятся в церкви святого Андрея                        |
| Танбридж Уэлс      | Приход святого апостола Луки                           |               | Сурожская епархия Русской православной церкви                                            |             | St Luke’s Road                                                                                                  | Службы проводятся в церкви святого Луки                          |
| Саутгемптон        | Приход преподобного Силуана Афонского                  |               | Сурожская епархия Русской православной церкви                                            |             | Millbrook Road                                                                                                  | Службы проводятся в церкви Святой Троицы                         |
| Сент-Олбанс        | Приход святого Албана                                  |               | Архиепископия православных русских церквей в Западной Европе Русской православной церкви |             | Saint Alban Abbey, 37 upper Culver Road, St Albans, Herts AL1 4EE                                               |                                                                  |
| Суиндон            | Петропавловский приход                                 |               | Сурожская епархия Русской православной церкви                                            |             | The Rainbow Bookshop, Edgeware Road                                                                             | Службы проводятся в часовне святого Альдхельма                   |
| Тотнес             | Приход святых Антония и Илии                           |               | Сурожская епархия Русской православной церкви                                            |             | Priory Drive | Службы проводятся в часовне Прайори                              |
| Труро              | Приход святого Кутберта Линдисфарнского                |               | Сурожская епархия Русской православной церкви                                            |             | Malpas | Службы проводятся в церкви святого Андрея                        |
| Шэпуик             | Приход святого мученика короля Эдуарда                 |               | Сурожская епархия Русской православной церкви                                            |             | Church Street                                                                                                   | Службы проводятся в церкви святого Варфоломея                    |
| Эдинбург           | Приход святой Теневы                                   |               | Сурожская епархия Русской православной церкви                                            |             | Meadow Lane, 2                                                                                                  | Службы проводятся в греческой православной церкви святого Андрея |

Упразднённые храмы
| Город  | Храм                                                                                    | Год постройки | юрисдикция | Изображение | Современный адрес           | Примечания |
| ------ | --------------------------------------------------------------------------------------- | ------------- | ---------- | ----------- | --------------------------- | --- |
| Лондон | Церковь-часовня Успения Пресвятой Богородицы                                            | 1866          |            |             | Welbeck Street, 32          | Упразднена в 1921 году |
| Лондон | Церковь Благовещения Пресвятой Богородицы во дворце великой княгини Марии Александровны | 1874          |            |             | Christian Doppler Street, 3 | Упразднена в 1894 году, имущество перенесено в Готу |
| Лондон | Церковь Успения Пресвятой Богородицы                                                    | 1888          |            |             | Buckingham Palace Road      | Богослужения проводились с начала 1923 года в Церкви святого Апостола Филиппа. С 1927 году приход использовался и «евлогианами» и «карловчанами». В 1954 году храм снесён. |

## Венгрия
| Город       | Храм                                                 | Год постройки | Современная юрисдикция                                        | Изображение | Современный адрес           | Примечания         |
| ----------- | ---------------------------------------------------- | ------------- | ------------------------------------------------------------- | ----------- | --------------------------- | ------------------ |
| Будапешт    | Собор Успения Пресвятой Богородицы                   | 1801          | Будапештская и Венгерская епархия Русской православной церкви |             | Budapest, Petőfi tér, 2     | Кафедральный собор |
| Дебрецен    | Церковь Святой Троицы                                |               | Будапештская и Венгерская епархия Русской православной церкви |             | Debrecen, Késmárk u. 7/c    |                    |
| Дьондьош    | Церковь святителя Николая Чудотворца                 | 1811          | Будапештская и Венгерская епархия Русской православной церкви |             | Vachott S. u., 12           |                    |
| Ирём        | Надгробная церковь святой мученицы царицы Александры | 1803          | Будапештская и Венгерская епархия Русской православной церкви |             | Üröm, Patak u., 7           |                    |
| Мишкольц    | Церковь Святой Троицы                                | 1806          | Будапештская и Венгерская епархия Русской православной церкви |             | Miskolc, Deák tér, 7        |                    |
| Ньиредьхаза | Церковь святого великомученика Георгия Победоносца   |               | Будапештская и Венгерская епархия Русской православной церкви |             | Nyíregyháza, Széchenyi u, 5 |                    |
| Сегед       | Церковь святого великомученика Георгия Победоносца   |               | Будапештская и Венгерская епархия Русской православной церкви |             | Szeged, Kazinczy u., 7      |                    |
| Токай       | Церковь святителя Николая Чудотворца                 | 1790          | Будапештская и Венгерская епархия Русской православной церкви |             | Tokaj, Bethlen Gábor u. 15  |                    |

Приходы без отдельных храмов и домовые храмы
| Город    | Приход                                                   | Год основания | Современная юрисдикция                                        | Изображение | Современный адрес       | Примечания |
| -------- | -------------------------------------------------------- | ------------- | ------------------------------------------------------------- | ----------- | ----------------------- | --- |
| Будапешт | Приход преподобного Сергия Радонежского                  | 1922          | Будапештская и Венгерская епархия Русской православной церкви |             | Budapest, Lendvay u. 26 | |
| Будапешт | Приход во имя святой Троицы                              | 2002          | Будапештская и Венгерская епархия Русской православной церкви |             |                         | Богослужения проводятся в Успенском кафедральном соборе; строительство собственного храма не было осуществлено из-за тяжбы с Константинополем.                                                                                   |
| Хевиз    | Приход в честь иконы Божией Матери «Живоносный Источник» | 2012          | Будапештская и Венгерская епархия Русской православной церкви |             |                         | Богослужения проводятся в следующих храмах: Собор Святого Духа (Hévíz, Széchenyi u. 38); Храм Эгреди (Hévíz, Zrínyi Miklós u. 128); Церковь Святой Маргариты (Kaposvár, Petőfi u. 64). Запланировано строительство своего храма. |

Упразднённые храмы
| Город | Храм                                                                       | Год постройки | Современная юрисдикция | Изображение | Современный адрес | Примечания             |
| ----- | -------------------------------------------------------------------------- | ------------- | ---------------------- | ----------- | ----------------- | ---------------------- |
| Токай | Церковь Успения Пресвятой Богородицы при Придворной комиссии о покупке вин | 1745 год      |                        |             |                   | Упразднена в 1786 году |

## Германия
| Город                       | Храм                                                                     | Год постройки            | Современная юрисдикция                                      | Изображение                                                                | Современный адрес                                             | Примечания                                                                   |
| --------------------------- | ------------------------------------------------------------------------ | ------------------------ | ----------------------------------------------------------- | -------------------------------------------------------------------------- | ------------------------------------------------------------- | ---------------------------------------------------------------------------- |
| Бад-Киссинген               | Церковь преподобного Сергия Радонежского                                 | 1901                     | Германская епархия Русской православной церкви заграницей   |                                                                            | Salinenstrasse, 20                                            |                                                                              |
| Бад-Наухайм                 | Церковь святителя Иннокентия и преподобного Серафима Саровскаго          | 1905 (1732)              | Германская епархия Русской православной церкви заграницей   |                                                                            | Reinhardstrasse 14, D-61231 Bad Nauheim                       | [ 2 ]                                                                        |
| Бад-Хомбург                 | Церковь Всех Святых                                                      | 1896                     | Германская епархия Русской православной церкви заграницей   |                                                                            | Am Kurpark                                                    | Приписан к приходу Никольского храма во Франкфурте-на-Майне                  |
| Бонн (Бад-Годесберг)        | Церковь святой равноапостольной царицы Елены                             | 2017                     | Берлинская и Германская епархия Русской православной церкви |                                                                            | Am Draitschbusch 2a, 53177 Bonn                               | Приход Покрова Пресвятой Богородицы                                          |
| Бад-Эмс                     | Церковь мученицы и царицы Александры                                     | 1876                     | Германская епархия Русской православной церкви заграницей   |                                                                            | Wilhelmsallee, 12                                             |                                                                              |
| Баден-Баден                 | Церковь Преображения Господня                                            | 1882                     | Германская епархия Русской православной церкви заграницей   |                                                                            | Lichtentaler Strasse, 76                                      |                                                                              |
| Берлин                      | Собор Воскресения Христова                                               | 1938                     | Берлинская и Германская епархия Русской православной церкви |                                                                            | Hohenzollerndamm, 166                                         | Кафедральный собор                                                           |
| Берлин-Тегель               | Церковь святых равноапостольных Константина и Елены                      | 1893                     | Берлинская и Германская епархия Русской православной церкви |                                                                            | Wittestrasse, 37, Tegel                                       |                                                                              |
| Берлин                      | Церковь преподобного Сергия Радонежского                                 |                          | Берлинская и Германская епархия Русской православной церкви |                                                                            | Wildensteiner Strasse, 10                                     | Домовый храм при епархиальном управлении                                     |
| Берлин                      | Церковь Покрова Пресвятой Богородицы                                     | 2008                     | Германская епархия Русской православной церкви заграницей   |                                                                            | Wintersteinstrasse, 24                                        |                                                                              |
| Бишофсхайм-на-Рёне          | Церковь святого Нектария Эгинского и церковь святого Прокопия Устюжского | 1981                     | Берлинская и Германская епархия Русской православной церкви |                                                                            | Fastnachtsgasse, 4                                            |                                                                              |
| Веймар                      | Церковь святой равноапостольной Марии Магдалины                          | 1862                     | Берлинская и Германская епархия Русской православной церкви |                                                                            | Karl-Hausknecht-Strasse, Historischer Friedhof                |                                                                              |
| Висбаден                    | Церковь святой праведной Елизаветы                                       | 1855                     | Германская епархия Русской православной церкви заграницей   |                                                                            | Christian-Spielmann-Weg, 1                                    |                                                                              |
| Вюрцбург                    | Церковь Благовещения Пресвятой Богородицы                                | 1824 (1998)              | Берлинская и Германская епархия Русской православной церкви |                                                                            | Zeller Strasse, 45                                            |                                                                              |
| Гамбург                     | Церковь святого праведного Иоанна Кронштадтского                         | 1907 (2004)              | Берлинская и Германская епархия Русской православной церкви |                                                                            | Vor dem Holstentor 1 (Tschaikowskiplatz 1)                    |                                                                              |
| Гамбург                     | Церковь святого праведного Прокопия Устюжского                           | 1965                     | Германская епархия Русской православной церкви заграницей   |                                                                            | Hagenbeckstrasse, 10                                          |                                                                              |
| Гётшендорф                  | Монастырь святого великомученика Георгия Победоносца                     | 2007                     | Берлинская и Германская епархия Русской православной церкви |                                                                            | Götschendorf 33, Milmersdorf                                  |                                                                              |
| Гифхорн                     | Церковь святителя Николая Чудотворца                                     | 1995                     | Берлинская и Германская епархия Русской православной церкви |                                                                            | Internationales Wind- und Wassermühlen-Museum, Bromer Strasse |                                                                              |
| Гронау                      | Приход Введения во Храм Пресвятой Богородицы                             |                          | Германская епархия Русской православной церкви заграницей   |                                                                            |                                                               |                                                                              |
| Дахау                       | Мемориальная часовня Воскресения Христова                                | 1995                     | Берлинская и Германская епархия Русской православной церкви |                                                                            | KZ-Gedenkstätte, Alte Römerstrasse, 75                        | Находится на территории бывшего концентрационного лагеря                     |
| Дармштадт                   | Церковь святой равноапостольной Марии Магдалины                          | 1903                     | Германская епархия Русской православной церкви заграницей   |                                                                            | Nikolaiweg, 18                                                |                                                                              |
| Дрезден                     | Церковь преподобного Симеона Дивногорца                                  | 1874                     | Берлинская и Германская епархия Русской православной церкви |                                                                            | Fritz-Löffler-Strasse, 19                                     |                                                                              |
| Дюссельдорф                 | Приход святителя Николая, Мир Ликийских Чудотворца                       | 1960                     | Архиепископия западноевропейских приходов русской традиции  |                                                                            |                                                               |                                                                              |
| Ингольштадт                 | Церковь святителя Николая Чудотворца                                     | 1945                     | Германская епархия Русской православной церкви заграницей   |                                                                            | Esplanade, 38                                                 |                                                                              |
| Кёльн                       | Церковь святых равноапостольных Константина и Елены                      |                          | Берлинская и Германская епархия Русской православной церкви |                                                                            | Maria-Ablaß-Platz, 14 Köln                                    |                                                                              |
| Кёльн                       | Церковь святого великомученика Пантелеймона Целителя                     |                          | Германская епархия Русской православной церкви заграницей   |                                                                            | Neue Straße, 1 Köln                                           |                                                                              |
| Киль                        | Приход Иоанна Крестителя                                                 |                          | Берлинская и Германская епархия Русской православной церкви |                                                                            | Manraade, 2-4                                                 |                                                                              |
| Клоппенбург                 | Приход преподобного Серафима Саровского                                  |                          | Германская епархия Русской православной церкви заграницей   |                                                                            | Brookweg, 26 Cloppenburg                                      |                                                                              |
| Крефельд                    | Храм святой Великомученицы Варвары                                       | (1960) 2007              | Берлинская и Германская епархия Русской православной церкви |                                                                            | Wielandstraße 11, 47799 Krefeld                               | в мае 2016 года общиной был приобретён католический храм Франциска Асизского |
| Лейпциг                     | Храм-памятник святителя Алексия, митрополита Московского                 | 1913                     | Берлинская и Германская епархия Русской православной церкви |                                                                            | Philipp-Rosenthal-Strasse, 51a                                |                                                                              |
| Лер                         | Приход священномученика Илариона Верейского                              |                          | Берлинская и Германская епархия Русской православной церкви |                                                                            | Ringstrasse, 40                                               | Здание храма перестроено из балетной школы                                   |
| Мёнхенгладбах               | Приход святого преподобного Антония Великого                             | (1915) 2017              | Берлинская и Германская епархия Русской православной церкви |                                                                            | Am Torfbend 19, 41238 Mönchengladbach                         | https://www.rok-mg.de/                                                       |
| Мюнхен                      | Собор святых новомучеников и исповедников Российских                     | 1993                     | Германская епархия Русской православной церкви заграницей   |                                                                            | Lincolnstrasse, 58                                            | Кафедральный собор                                                           |
| Мюнхен                      | Церковь святого Архистратига Михаила                                     |                          | Германская епархия Русской православной церкви заграницей   |                                                                            | Achatstrasse, 14, Ludwigsfeld                                 |                                                                              |
| Мюнхен                      | Мужской монастырь преподобного Иова Почаевского                          | 1945                     | Германская епархия Русской православной церкви заграницей   |                                                                            | Hofbauernstrasse, 26, Obermenzing                             |                                                                              |
| Потсдам                     | Церковь святого благоверного князя Александра Невского                   | 1829                     | Берлинская и Германская епархия Русской православной церкви |                                                                            | Russische Kolonie, 14                                         |                                                                              |
| Регенсбург                  | Церковь Покрова Пресвятой Богородицы                                     | 1836 (1946)              | Германская епархия Русской православной церкви заграницей   |                                                                            | Prüfeninger Strasse, 18                                       |                                                                              |
| Росток                      | Церковь св. Блж. Ксении Петербургской                                    |                          | Берлинская и Германская епархия Русской православной церкви |                                                                            | Thünenstraß 9, 18057 Rostock                                  |                                                                              |
| Фрайбург                    | Церковь Покрова Пресвятой Богородицы                                     |                          | Берлинская и Германская епархия Русской православной церкви |                                                                            | Schützenallee, 14                                             |                                                                              |
| Фрайбург                    | Церковь святителя Николая Чудотворца                                     |                          | Берлинская и Германская епархия Русской православной церкви |                                                                            | Niemensstrasse, 10                                            | Капелла «Петергоф»                                                           |
| Франкфурт-на-Майне (Хаузен) | Церковь святителя Николая Чудотворца                                     | 1962                     | Германская епархия Русской православной церкви заграницей   |                                                                            | Am Industriehof, 18                                           |                                                                              |
| Хоф                         | Приход святой равноапостольной Нины                                      | 2024                     | Берлинская и Германская епархия Русской православной церкви |                                                                            | Neue Heimat 16, 95191 Leupoldsgrün                            | https://oberfranken-orthodoxie.de/hof.html                                   |
| Шверин                      | Церковь великомученика Димитрия Солунского                               | 2002                     | Берлинская и Германская епархия Русской православной церкви |                                                                            | Hamburger Allee, 120 Schwerin                                 |                                                                              |
| Штутгарт                    | Собор святителя Николая Чудотворца                                       | 1895                     | Германская епархия Русской православной церкви заграницей   |                                                                            | Seidenstrasse, 69                                             |                                                                              |
| Штутгарт (Ротенберг)        | Церковь святой мученицы Екатерины                                        |                          | Германская епархия Русской православной церкви заграницей   |                                                                            |                                                               | надгробная церковь над могилой великой княгини Екатерины Павловны            |
| Эрланген                    | Храм Пресвятой Троицы                                                    | 1946 (Пристройка — 2017) | Германская епархия Русской православной церкви заграницей   | Церковь Пресвятой Троицы в процессе строительства пристройки. Ноябрь 2017. | Stintzingstraße 20, 91052 Erlangen                            | http://erlangen.cerkov.ru/                                                   |

Приходы без отдельных храмов и домовые храмы
| Город                                   | Приход                                                                                | Год основания | Современная юрисдикция                                                                                                 | Изображение                                                           | Современный адрес                                               | Примечания |
| --------------------------------------- | ------------------------------------------------------------------------------------- | ------------- | --- | --------------------------------------------------------------------- | --------------------------------------------------------------- | --- |
| Аахен                                   | Община святой царицы Тамары Грузинской                                                |               | Берлинская и Германская епархия Русской православной церкви                                                            |                                                                       | Schützenstrasse, 13                                             | Службы проводятся в домовом храме |
| Альбштадт                               | Приход преподобного Сергия Радонежского                                               |               | Архиепископия православных русских церквей в Западной Европе Русской православной церкви                               |                                                                       | Schloßstrasse, 42                                               | |
| Амберг                                  | Церковь апостолов Петра и Павла                                                       | 1946          | Германская епархия Русской православной церкви заграницей                                                              |                                                                       | Breslauer Strasse, 15                                           | |
| Аугсбург                                | Приход иконы Божией Матери «Всех скорбящих Радость»                                   | 1946          | Германская епархия Русской православной церкви заграницей                                                              |                                                                       | Stadtberger Strasse, 26a                                        | Службы проводятся совместно с Румынской православной церковью в Антониус-капелле                                                         |
| Баден-Баден                             | Приход Преображения Господня                                                          |               | Берлинская и Германская епархия Русской православной церкви                                                            |                                                                       | Bertholdstrasse, Gausplatz                                      | Службы проводятся в церкви святого Иоанна                                                                                                |
| Байройт                                 | Приход …                                                                              |               | Берлинская и Германская епархия Русской православной церкви                                                            |                                                                       | Donndorferstrasse, 18                                           | Службы проводятся в приходе святого Николая                                                                                              |
| Бамберг                                 | Приход преподобного Севастиана Карагандинского                                        |               | Берлинская и Германская епархия Русской православной церкви                                                            |                                                                       | Ochsenanger, 5                                                  | Службы проводятся в католической церкви святого Себастьяна                                                                               |
| Берлин                                  | Община святителя Исидора Ростовского                                                  | 2002          | Берлинская и Германская епархия Русской православной церкви                                                            |                                                                       | Alt Lankwitz, 43                                                | Службы проводятся в главном доме Christkönigschwestern                                                                                   |
| Билефельд                               | Приход святого апостола Иакова                                                        |               | Берлинская и Германская епархия Русской православной церкви                                                            |                                                                       | August-Bebel-Strasse, 7                                         | Службы проводятся в католической церкви святого Иосифа                                                                                   |
| Билефельд (Зеннештад)                   | Преображенский приход                                                                 |               | Германская епархия Русской православной церкви заграницей                                                              |                                                                       | Am Beckhof, 16                                                  | |
| Бохум                                   | Приход святого Георгия Победоносца                                                    |               | Германская епархия Русской православной церкви заграницей                                                              |                                                                       | Feldsieper Strasse, 129                                         | |
| Бранденбург-на-Хафеле                   | Приход иконы Божией Матери «Всех скорбящих Радость»                                   |               | Берлинская и Германская епархия Русской православной церкви                                                            |                                                                       | Thüringer Strasse, 68                                           | Службы проводятся в церкви святого Бернарда                                                                                              |
| Бремен                                  | Приход святых царственных страстотерпцев                                              |               | Берлинская и Германская епархия Русской православной церкви                                                            |                                                                       | Leipzigerstrasse, 29                                            | Службы проводятся в церкви святого Бонифация                                                                                             |
| Бремен                                  | Община св. Ансгария                                                                   |               | Германская епархия Русской православной церкви заграницей                                                              |                                                                       | Schwachhauser Heerstrasse, 40                                   | Службы проводятся в протестантской церкви святого Ансгария                                                                               |
| Бухендорф                               | Монастырь святой преподобномученицы Елисаветы                                         |               | Германская епархия Русской православной церкви заграницей                                                              |                                                                       | Forstenrieder-Park-Strasse, 2                                   | |
| Вертхайм                                | Приход святой мученицы Ирины                                                          |               | Берлинская и Германская епархия Русской православной церкви                                                            |                                                                       | Willy-Brandt-Strasse, 1                                         | Службы проводятся в церкви святого Михаила                                                                                               |
| Вупперталь                              | Приход святых преподобномучениц Елизаветы и Варвары                                   |               | Берлинская и Германская епархия Русской православной церкви                                                            |                                                                       | Vogelsangstrasse, 106                                           | Службы проводятся в часовне святого Анны больницы святого Антония                                                                        |
| Галле                                   | Крестовоздвиженский приход                                                            |               | Берлинская и Германская епархия Русской православной церкви                                                            |                                                                       | Haus, 24; Franckeplatz, 1                                       | |
| Гамбург                                 | Приход святых равноапостольных Кирилла и Мефодия                                      |               | Берлинская и Германская епархия Русской православной церкви                                                            |                                                                       | Kirchhofstrasse, 14                                             | |
| Ганновер                                | Приход иконы Божией Матери «Знамение»                                                 | 2012          | Германская епархия. Русской православной церкви заграницей.                                                            |                                                                       | Königsworther Str. 12 30167 Hannover                            | www.ruskirche-hannover.de |
| Ганновер                                | Приход Благовещения Пресвятой Богородицы                                              |               | Берлинская и Германская епархия Русской православной церкви                                                            |                                                                       | Schulenburger Landstrasse, 126a                                 | |
| Ганновер                                | Приход Рождества Христова                                                             |               | Германская епархия Русской православной церкви заграницей                                                              |                                                                       | Plüschowstrasse, 6                                              | Службы проводятся в протестантской Heilig-Geist-Kirche                                                                                   |
| Гёттинген                               | Приход Архангела Михаила                                                              |               | Берлинская и Германская епархия Русской православной церкви                                                            |                                                                       | Stauffenbergring, 4                                             | Службы проводятся в католической церкви                                                                                                  |
| Гиссен                                  | Община в честь иконы Божией Матери «Жировицкая»                                       |               | Берлинская и Германская епархия Русской православной церкви                                                            |                                                                       | Egerländerstrasse, 6                                            | Службы проводятся в протестантской церкви святого Павла                                                                                  |
| Дортмунд                                | Приход Святой Троицы                                                                  |               | Берлинская и Германская епархия Русской православной церкви                                                            |                                                                       | Flurstrasse, 39                                                 | Службы проводятся в домовой церкви |
| Дуйсбург                                | Приход иконы Божией Матери «Отрада и Утешение»                                        |               | Берлинская и Германская епархия Русской православной церкви                                                            |                                                                       | Schulstrasse, 27                                                | Службы проводятся в церкви Девы Марии |
| Дюссельдорф                             | Приход Покрова Пресвятой Богородицы                                                   |               | Берлинская и Германская епархия Русской православной церкви                                                            |                                                                       | Ellerstrasse, 213                                               | Представительство Русской православной церкви в Германии                                                                                 |
| Дюссельдорф                             | Приход Собора святых Архангелов                                                       |               | Архиепископия православных русских церквей в Западной Европе Русской православной церкви                               |                                                                       | Werstener Feld, 65                                              | службы проводятся в церкви и центре Николая Мирликийского                                                                                |
| Зальцгиттер                             | Приход святителя Николая Чудотворца                                                   |               | Германская епархия Русской православной церкви заграницей                                                              |                                                                       | Posthof 16, 38226 Salzgitter-Lebensstedt                        | Службы проводятся по субботам в часовенке при старом кладбище города                                                                     |
| Кайзерслаутерн                          | Приход Владимирской иконы Божией Матери                                               |               | Берлинская и Германская епархия Русской православной церкви                                                            |                                                                       | Klosterstrasse, 6                                               | Службы проводятся в административном помещении католической церкви святого Мартина                                                       |
| Кассель                                 | Приход Новомучеников Российских и приход святого великомученика Пантелеймона Целителя |               | Берлинская и Германская епархия Русской православной церкви Германская епархия Русской православной церкви заграницей  |                                                                       | Steinweg                                                        | Службы проводятся в Brüderkirche |
| Кемптен                                 | Приход святителя Николая Чудотворца                                                   |               | Берлинская и Германская епархия Русской православной церкви                                                            |                                                                       | Fürstenstrasse, 16                                              | Службы проводятся в католической Seelenkapelle                                                                                           |
| Кобленц                                 | Приход святых Борисса и Глеба                                                         |               | Берлинская и Германская епархия Русской православной церкви                                                            |                                                                       | Brenderweg, 125                                                 | |
| Кобург                                  | Приход преподобного Серафима Саровского                                               |               | Берлинская и Германская епархия Русской православной церкви                                                            |                                                                       | Leopoldstrasse, 15                                              | http://www.seraphimcoburg.org/ru/index.html                                                                                              |
| Констанц                                | Приход святого Прокопия Устюжского                                                    |               | Берлинская и Германская епархия Русской православной церкви                                                            |                                                                       | Rheingasse, 20                                                  | Службы проводятся в бывшей католической часовне в здании Нотариата                                                                       |
| Котбус                                  | Община святителя Иоанна Шанхайскаго и Сан-Францисскаго                                |               | Германская епархия Русской православной церкви заграницей                                                              |                                                                       |                                                                 | |
| Ландсхут                                | Приход святителя Николая Чудотворца                                                   |               | Германская епархия Русской православной церкви заграницей                                                              |                                                                       | Regierungsplatz, 541                                            | Службы проводятся в южной часовне доминиканской церкви                                                                                   |
| Линген                                  | Приход …                                                                              |               | Берлинская и Германская епархия Русской православной церкви                                                            |                                                                       | Heinrichstrasse, 1                                              | Службы проводятся в сербской часовне |
| Любек                                   | Приход блаженного Прокопия Устюжского и Любекского                                    |               | Германская епархия Русской православной церкви заграницей                                                              |                                                                       | Glockengießerstrasse, 2                                         | |
| Магдебург                               | Приход Всех святых                                                                    |               | Берлинская и Германская епархия Русской православной церкви                                                            |                                                                       | Neustädter Strasse, 6                                           | Службы проводятся в de:Wallonerkirche |
| Майнц                                   | Приход святого Христофора                                                             |               | Берлинская и Германская епархия Русской православной церкви                                                            |                                                                       | Karmeliterplatz                                                 | |
| Манхайм                                 | Приход святого кн. Александра Невского                                                | 1927          | Германская епархия Русской православной церкви заграницей                                                              |                                                                       | Gärtnerstrasse, 10                                              | |
| Менден                                  | Приход святых апостолов Петра и Павла                                                 |               | Берлинская и Германская епархия Русской православной церкви                                                            |                                                                       | Bodelschwinghstrasse, 4                                         | Службы проводятся в церкви Святого Духа                                                                                                  |
| Мёнхенгладбах                           | Приход св. преподобного Антония Великого                                              |               | Берлинская и Германская епархия Русской православной церкви                                                            |                                                                       | Am Torfbend 19, 41238 Mönchengladbach                           | Службы по субботам, воскресеньям и в великие праздники                                                                                   |
| Минден                                  | Приход святого равноапостольного Владимира                                            |               | Германская епархия Русской православной церкви заграницей                                                              |                                                                       |                                                                 | |
| Мюнстер                                 | Община Казанской иконы Божией Матери                                                  |               | Германская епархия Русской православной церкви заграницей                                                              |                                                                       | Hammerstraße 371                                                | Службы проводятся в здании. |
| Мюнхен                                  | Воскресенский приход                                                                  |               | Берлинская и Германская епархия Русской православной церкви                                                            |                                                                       | Glyzinenstrasse, 38                                             | Службы проводятся в Мюнхенском Колпингхаузе и Крестовоздвиженской домовой церкви                                                         |
| Нойс                                    | Приход святых Архангелов; Приход святителя Николая Чудотворца                         |               | Берлинская и Германская епархия Русской православной церкви; Германская епархия Русской православной церкви заграницей |                                                                       | Alexianerplatz, 1                                               | Службы проводятся в больничной часовне святого Алексиуса                                                                                 |
| Нюрнберг                                | Приход святой блаженной Ксении Петербургской                                          |               | Берлинская и Германская епархия Русской православной церкви                                                            |                                                                       | Glockenhofstrasse, 30                                           | Службы проводятся в протестантской часовне                                                                                               |
| Нюрнберг                                | Приход Рождества Пресвятой Богородицы                                                 | 1946          | Германская епархия Русской православной церкви заграницей                                                              | Церковь Рождества Пресвятой Богородицы. Вид с Karl-Schönleben-Straße. | Neuselsbrunn 6, 90471 Nürnberg                                  | http://nuernberg.cerkov.ru/ |
| Ольденбург                              | Приход Покрова Пресвятой Богородицы                                                   |               | Германская епархия Русской православной церкви заграницей                                                              |                                                                       | Ammerländer Heerstrasse, 40                                     | |
| Оснабрюк                                | Приход святого великомученика Георгия Победоносца                                     |               | Берлинская и Германская епархия Русской православной церкви                                                            |                                                                       | Wersener Strasse, 85                                            | Службы проводятся в сербской церкви |
| Падерборн                               | Приход иконы Божией Матери «Федоровская»                                              |               | Берлинская и Германская епархия Русской православной церкви                                                            |                                                                       | Friedrich-Ebert-Anlage, 33                                      | Службы проводятся в Alexiuskapelle |
| Пассау                                  | Община иконы Божией Матери «Нечаянная Радость»                                        |               | Берлинская и Германская епархия Русской православной церкви                                                            |                                                                       |                                                                 | Службы проводятся в Johanneskapelle im Altenheim                                                                                         |
| Прец                                    | Приход …                                                                              |               | Берлинская и Германская епархия Русской православной церкви                                                            |                                                                       | Kirchenstrasse, 1                                               | Службы проводятся в протестантской церкви                                                                                                |
| Пфорцхайм                               | Богоявленский приход                                                                  |               | Берлинская и Германская епархия Русской православной церкви                                                            |                                                                       | Heidach. Marienburgerstrasse, 16                                | Службы проводятся в протестантском центре                                                                                                |
| Росток                                  | Приход святой блаженной Ксении Петербургской                                          |               | Берлинская и Германская епархия Русской православной церкви                                                            |                                                                       | Thünenstrasse, 9                                                | Службы проводятся в здании бывшего советского консульства                                                                                |
| Саарбрюккен                             | Приход святого Пантелеймона Целителя                                                  |               | Берлинская и Германская епархия Русской православной церкви                                                            |                                                                       | Schumannstrasse, 25                                             | Службы проводятся в крипте католической церкви святого Михаила                                                                           |
| Саарбрюккен                             | Приход святой преподобномученицы Евгании                                              | 1946          | Германская епархия Русской православной церкви заграницей                                                              |                                                                       | Wilhelm-Heinrich-Strasse                                        | Службы проводятся в католической Friedenskirche                                                                                          |
| Трир                                    | Приход Сорока мучеников Севастийских                                                  |               | Берлинская и Германская епархия Русской православной церкви                                                            | 1. 2. 3. …                                                            | 1. Windstrasse 6; 2. Arnulfstrasse 3; 3. Kirchstrasse 2, Bekond | Службы проводятся в 1. Храме святого Афанасия Великого (Крипта Трирского собора); 2. Часовне Святого Креста; 3. Домовой церкви в Беконде |
| Трир                                    | Приход святых равноапостольных Константина и Елены                                    |               | Германская епархия Русской православной церкви заграницей                                                              |                                                                       | Flanderstrasse                                                  | Службы проводятся в Welschnonnenkirche                                                                                                   |
| Тюбинген                                | Приход преподобной Марии Египетской                                                   |               | Берлинская и Германская епархия Русской православной церкви                                                            |                                                                       | Österbergstrasse, 2                                             | Службы проводятся в капелле Schatterhaus’а                                                                                               |
| Ульм                                    | Приход святых Валентина и Панкратия                                                   |               | Берлинская и Германская епархия Русской православной церкви                                                            |                                                                       | Münsterplatz                                                    | |
| Унтеркирнах                             | Приход Казанской иконы Божией Матери                                                  |               | Германская епархия Русской православной церкви заграницей                                                              |                                                                       | Maria Tann Kirnachtal, 3-5                                      | |
| Фленсбург                               | Церковь святого праведного Прокопия Устюжского                                        |               | Германская епархия Русской православной церкви заграницей                                                              |                                                                       | Bauer Landstraße 14 Flensburg                                   | Службы проводятся в протестантской церкви St. Petri Kirche                                                                               |
| Франкфурт-на-Майне                      | Приход священномученика Киприана и мученицы Иустины                                   |               | Берлинская и Германская епархия Русской православной церкви                                                            |                                                                       | Friedrich-Ebert-Anlage, 33                                      | Службы проводятся в протестантской церкви святого Матфея                                                                                 |
| Франкфурт-на-Одере (Брисков-Финкенхерд) | Спасский приход                                                                       |               | Берлинская и Германская епархия Русской православной церкви                                                            |                                                                       | Bahnhofstrasse, 3, Brieskow — Finkenheerd                       | Службы проводятся в церкви Христа Искупителя                                                                                             |
| Фульда                                  | Приход Сретения Господня                                                              |               | Берлинская и Германская епархия Русской православной церкви                                                            |                                                                       | Caritas Behindertenhilfe Ratgarstrasse, 13                      | Службы проводятся в католической часовне                                                                                                 |
| Хайдельберг (Гейдельберг)               | Приход святых праведных богоотец Иоакима и Анны                                       |               | Берлинская и Германская епархия Русской православной церкви                                                            |                                                                       | Plöck 4, Heidelberg 69117                                       | Службы проводятся в церкви св. Анны |
| Хемниц                                  | Приход Рождества Пресвятой Богородицы                                                 |               | Берлинская и Германская епархия Русской православной церкви                                                            |                                                                       | Hohe Strasse, 1                                                 | Службы проводятся в протестантской церкви святого Яна Непомуцкого                                                                        |
| Хилдесхайм                              | Приход иконы Божией Матери «Нечаянная радость»                                        | 2012          | Берлинская и Германская епархия Русской православной церкви                                                            |                                                                       | 31139 Hildesheim, Stiftskirchenweg 4, Heilig-Geist-Kapelle.     | www.hram-hildesheim.de |
| Хоф                                     | Община равноап. Нины, просветительницы Грузии                                         |               | Берлинская и Германская епархия Русской православной церкви                                                            |                                                                       | Neue Heimat 16, 95191 Leupoldsgrün                              | |
| Швайнфурт                               | Приход пророка Иоанна Крестителя                                                      |               | Берлинская и Германская епархия Русской православной церкви                                                            |                                                                       | Friedenstrasse, 17                                              | |
| Шлезвиг                                 | Приход …                                                                              |               | Берлинская и Германская епархия Русской православной церкви                                                            |                                                                       | Lollfuss                                                        | Службы проводятся в протестантской церкви святого Михаила                                                                                |
| Штраубинг                               | Приход святого Иоанна Предтечи                                                        |               | Германская епархия Русской православной церкви заграницей                                                              |                                                                       | Regensburger Strasse, 7a                                        | |
| Штутгарт                                | Приход святого пророка Илии                                                           |               | Берлинская и Германская епархия Русской православной церкви                                                            |                                                                       | Steigerwaldstrasse, 10                                          | Службы проводятся в протестантской Föhrigkirche im Feuerbach                                                                             |
| Штутгарт                                | Приход святого благоверного князя Александра Невского                                 |               | Архиепископия православных русских церквей в Западной Европе Русской православной церкви                               |                                                                       | Friedhofstrasse                                                 | службы проводятся в часовне на кладбище Pragfriedhof                                                                                     |
| Эссен                                   | Приход святых Космы и Дамиана                                                         |               | Берлинская и Германская епархия Русской православной церкви                                                            |                                                                       | Schonnebeckhöfe, 202                                            | Службы проводятся в крипте католической церкви святого Августина                                                                         |
| Эссен                                   | Приход иконы Пресвятой Богородицы «Всех скорбящих Радость»                            |               | Германская епархия Русской православной церкви заграницей                                                              |                                                                       | Jahnstrasse, 3A                                                 | |

Упразднённые храмы
| Город          | Храм                                                    | Год постройки     | Современная юрисдикция                                    | Изображение | Современный адрес       | Примечания                                                 |
| -------------- | ------------------------------------------------------- | ----------------- | --------------------------------------------------------- | ----------- | ----------------------- | ---------------------------------------------------------- |
| Аугсбург       | Походная церковь Пресвятой Троицы                       | 1761              |                                                           |             |                         | перенесена в Вену в 1762 году                              |
| Бад-Брюккенау  | Церковь святой равноапостольной Марии Магдалины         | 1908              |                                                           |             | Wernarzer Strasse, 2    | в здании гостиницы «Bellevue»; упразднена в 1920 году      |
| Бад-Вильдунген | Церковь великомученика Пантелеймона Целителя            | 1912              |                                                           |             | Brunnenallee, 21        | в здании гостиницы «Kaiserhof»; упразднена в 1914 году     |
| Баденвайлер    | Церковь Пресвятой Троицы                                |                   |                                                           |             |                         | упразднена                                                 |
| Берлин         | Церковь святого равноапостольного князя Владимира       |                   |                                                           |             |                         |                                                            |
| Берлин         | Собор Воскресения Христова                              |                   | Германская епархия Русской православной церкви заграницей |             | Hohenzollerndamm, 33    | здание переоборудовано в гостиницу в 1938 году             |
| Гамбург        | Церковь святителя Николая Чудотворца                    | 1901              |                                                           |             |                         | упразднена                                                 |
| Гота           | Церковь святой равноапостольной Марии Магдалины         |                   |                                                           |             |                         | упразднена                                                 |
| Карлсруэ       | Церковь Воздвижения Креста Господня                     |                   |                                                           |             |                         | упразднена                                                 |
| Кассель        | Церковь … при российской миссии                         | 1809              |                                                           |             |                         | упразднена                                                 |
| Киль           | Церковь святой великомученицы Екатерины                 | 1718 — после 1789 |                                                           |             |                         | в герцогском дворце. Упразднена                            |
| Кобург         | Церковь святого благоверного князя Александра Невского  |                   |                                                           |             |                         | упразднена                                                 |
| Людвигслюст    | Церковь святых апостолов Петра и Павла                  |                   |                                                           |             | Schlosspark Ludwigslust | надгробный храм над могилой великой княгини Елены Павловны |
| Мюнхен         | Церковь Воздвижения Креста Господня                     | 1881 год          |                                                           |             |                         | в доме графа Н. Н. Адлерберга. Упразднена                  |
| Ремплин        | Церковь Рождества Христова                              |                   |                                                           |             |                         | во дворце великой княгини Екатерины Михайловны. Упразднена |
| Шверин         | Церковь святой великомученицы Анастасии Узорешительницы |                   |                                                           |             |                         | во дворце княгини Анастасии Михайловны. Упразднена         |

## Греция
| Город       | Храм                                                                              | Год постройки | Современная юрисдикция                                                | Изображение | Современный адрес                             | Примечания              |
| ----------- | --------------------------------------------------------------------------------- | ------------- | --------------------------------------------------------------------- | ----------- | --------------------------------------------- | ----------------------- |
| Аспропиргос | Подворье Успения Пресвятой Богородицы                                             |               | Архиепископия западноевропейских приходов русской традиции            |             | 193 00 Aspropyrgos, Attique, Grèce            |                         |
| Афины       | Троицкая церковь                                                                  | 1031          | Афинская архиепископия Элладской православной церкви                  |             | οδός Φιλελλήνων, 21                           |                         |
| Пирей       | Церковь преподобного Серафима Саровского                                          |               |                                                                       |             |                                               | при Русском доме        |
| Пирей       | Церковь святой равноапостольной Ольги                                             | 1986          | Пирейская митрополия Элладской православной церкви                    |             |                                               | на русском кладбище     |
| Салоники    | Церковь святителя Николая Чудотворца и святого великомученика Димитрия Солунского | 1929          | Фессалоникийская митрополия Элладской православной церкви             |             | Γυμν. Μυσιρλή 34                              |                         |
| Салоники    | Церковь преподобного Серафима Саровского                                          | 2000          | Неапольская и Ставрупольская митрополия Элладской православной церкви |             | Ιασονίδου 2, 56403, Ευξεινούπολη, Σταυρούπολη | http://www.seraphim.gr/ |
| Ханья       | Церковь святой равноапостольной Марии Магдалины                                   |               | Кидонийская митрополия Критской православной церкви                   |             |                                               |                         |

## Дания
| Город      | Храм                                                   | Год постройки | Современная юрисдикция                                    | Изображение | Современный адрес | Примечания |
| ---------- | ------------------------------------------------------ | ------------- | --------------------------------------------------------- | ----------- | ----------------- | ---------- |
| Копенгаген | Церковь святого благоверного князя Александра Невского | 1883          | Германская епархия Русской православной церкви заграницей |             | Bredgade, 53      |            |
| Хобро      | Приход святителя Николая                               |               | Русская православная церковь                              |             | Onsildgade, 1     |            |

Приходы без отдельных храмов и домовые храмы
| Город                   | Приход                                                | Год основания | Современная юрисдикция                                                                   | Изображение | Современный адрес             | Примечания                                                       |
| ----------------------- | ----------------------------------------------------- | ------------- | ---------------------------------------------------------------------------------------- | ----------- | ----------------------------- | ---------------------------------------------------------------- |
| Конгенс-Люнгбю          | Приход Покрова Пресвятой Богородицы                   |               | Архиепископия православных русских церквей в Западной Европе Русской православной церкви |             | Blomstervænget, 10            |                                                                  |
| Копенгаген              | Приход святого благоверного князя Александра Невского |               | Русская православная церковь                                                             |             | Nyhavn, 22                    | службы проводятся в датском храме Морской миссии «Somandskirken» |
| Копенгаген              | Приход святого Саввы                                  |               | Архиепископия православных русских церквей в Западной Европе Русской православной церкви |             | Thorsgade, 65                 | службы проводятся в Samuels Kirke                                |
| Орхус                   | Приход святителя Николая Чудотворца                   |               | Русская православная церковь                                                             |             | Skt. Lucas Kirkeplads, 1      | службы проводятся в церкви святого Луки                          |
| Орхус                   | Приход …                                              |               | Архиепископия православных русских церквей в Западной Европе Русской православной церкви |             | Frue Kirkeplads, 2            | службы проводятся в Vor Frue Kirke                               |
| Хесбьерг (Бломменслюст) | Женский монастырь святых царственных страстотерпцев   | 2001          | Русская православная церковь                                                             |             | Hesbjergvej, 50, Blommenslyst | службы проводятся в домовой церкви                               |

Упразднённые храмы
| Город   | Храм                          | Год постройки | Современная юрисдикция | Изображение | Современный адрес | Примечания                                                     |
| ------- | ----------------------------- | ------------- | ---------------------- | ----------- | ----------------- | -------------------------------------------------------------- |
| Хорсенс | Церковь Преображения Господня | 1780          |                        |             |                   | во дворце принцессы Екатерины Антоновны, упразднён в 1809 году |

## Ирландия
| Город                  | Храм                                                  | Год постройки | Современная юрисдикция                              | Изображение | Современный адрес | Примечания |
| ---------------------- | ----------------------------------------------------- | ------------- | --------------------------------------------------- | ----------- | ----------------- | ---------- |
| Дублин (Гарольд-Кросс) | Церковь святых первоверховных апостолов Петра и Павла | 1838 (2003)   | Ставропигиальный приход Русской православной церкви |             | Mount Argus Road  |            |

Приходы без отдельных храмов и домовые храмы
| Город      | Приход                                       | Год основания | Современная юрисдикция | Изображение | Современный адрес               | Примечания                                              |
| ---------- | -------------------------------------------- | ------------- | --- | ----------- | ------------------------------- | ------------------------------------------------------- |
| Атлон      | Богоявленский приход                         |               | Сурожская епархия Русской православной церкви                                                                                 |             |                                 | службы проводятся в часовне St.Joseph’s College         |
| Голуэй     | Приход святителя Николая Мирликийского       |               | Сурожская епархия Русской православной церкви                                                                                 |             | Market Place                    | службы проводятся в англиканской церкви святого Николая |
| Дроэда     | Приход Введения во Храм Пресвятой Богородицы |               | Сурожская епархия Русской православной церкви                                                                                 |             | Greenhills, Drogheda            |                                                         |
| Корк       | Приход Святой Троицы                         |               | Сурожская епархия Русской православной церкви                                                                                 |             | Fr Matthew Quay                 | службы проводятся в Троицкой церкви                     |
| Страдбалли | Приход святого Колмана                       |               | Сурожская епархия Русской православной церкви Лондонская и Западно-Европейская епархия Русской православной церкви заграницей |             | Stradbally Hall, Abbeyleix Road | службы проводятся в Stradbally Hall                     |
| Уотерфорд  | Приход святого Патрика                       |               | Сурожская епархия Русской православной церкви                                                                                 |             | George’s Street, Ballybricken   | службы проводятся в католической церкви святого Патрика |

## Исландия
| Город     | Храм                                 | Год постройки | Современная юрисдикция       | Изображение | Современный адрес                   | Примечания                                                               |
| --------- | ------------------------------------ | ------------- | ---------------------------- | ----------- | ----------------------------------- | ------------------------------------------------------------------------ |
| Рейкьявик | Церковь святителя Николая Чудотворца | 2011          | Русская православная церковь |             | угол Mýrargata и Bræðraborgarstígur | храм строится, службы проводятся в домовой церкви по адресу Öldugata, 44 |

## Испания
| Город     | Храм                                            | Год постройки | Современная юрисдикция                                     | Изображение | Современный адрес                                                              | Примечания |
| --------- | ----------------------------------------------- | ------------- | ---------------------------------------------------------- | ----------- | ------------------------------------------------------------------------------ | ---------- |
| Альтеа    | Церковь Михаила Архангела                       | 2003          | Испанско-Португальская епархия Русской православной церкви |             | Urb. Altea Hills                                                               |            |
| Барселона | Приход Благовещения Пресвятой Богородицы        | 2002 (1910)   | Испанско-Португальская епархия Русской православной церкви |             | Carrer Mare de Deu dels Reis, 12, Barcelona                                    |            |
| Мадрид    | Церковь святой равноапостольной Марии Магдалины | 2013          | Испанско-Португальская епархия Русской православной церкви |             | Av de la Gran Vía de Hortaleza, 48, 28043 Madrid, España (metro Pinar del Rey) |            |

Приходы без отдельных храмов и домовые храмы
| Город                       | Приход                                                    | Год основания | Современная юрисдикция                                                          | Изображение | Современный адрес                                  | Примечания                                                                                  |
| --------------------------- | --------------------------------------------------------- | ------------- | ------------------------------------------------------------------------------- | ----------- | -------------------------------------------------- | ------------------------------------------------------------------------------------------- |
| Аликанте                    | Приход святого Симеона Нового Богослова                   |               | Испанско-Португальская епархия Русской православной церкви                      |             | Doctor Santaolalla, 15                             |                                                                                             |
| Валенсия                    | Приход святого великомученика Георгия Победоносца         |               | Испанско-Португальская епархия Русской православной церкви                      |             | Calle del Norte, 6                                 |                                                                                             |
| Вила-сека                   | Приход в честь иконы Божией Матери Скоропослушница        | 2015          | Испанско-Португальская епархия Русской православной церкви                      |             |                                                    |                                                                                             |
| Лас-Пальмас-де-Гран-Канария | Приход святых Бориса и Глеба                              |               | Испанско-Португальская епархия Русской православной церкви                      |             | Calle Secretario Artiles, 87-105                   |                                                                                             |
| Льорет-де-Мар               | Приход мучеников Кирика и Иулитты Тарсийских              |               | Испанско-Португальская епархия Русской православной церкви                      |             | Carrer de Pitàgores, 6-8, Lloret de Mar            | службы проводятся в Ermita de Sant Quirze                                                   |
| Мадрид                      | Община святого великомученика Георгия Победоносца         |               | Лондонская и Западно-Европейская епархия Русской православной церкви заграницей |             | Miguel Solas, 31 A, piso 2D                        |                                                                                             |
| Марбелья                    | Приход Вознесения Господня                                |               | Испанско-Португальская епархия Русской православной церкви                      |             | Calle Hermanos Álvarez Quintero, 4b                |                                                                                             |
| Мурсия                      | Приход преподобного Иова Почаевского                      | 2011          | Испанско-Португальская епархия Русской православной церкви                      |             | Avenida Ciudad de Almeria, 91                      | Службы проводятся в помещении справа от католического храма Parroquia La Purisima de Murcia |
| Пальма-де-Майорка           | Приход Рождества Христова                                 |               | Испанско-Португальская епархия Русской православной церкви                      |             | Puerta Pintada, 9 (Calle San Miguel esquina Olmos) |                                                                                             |
| Севилья                     | Приход …                                                  |               | Испанско-Португальская епархия Русской православной церкви                      |             | Cerro Gordo, 37, Montequinto — Dos Hermanas        |                                                                                             |
| Таррагона (Вила-сека)       | Приход иконы Божией Матери «Скоропослушница»              |               | Испанско-Португальская епархия Русской православной церкви                      |             | Carretera Vilaseca-Pineda, Vila-seca, Tarragona    | службы проводятся в Ermita de la Mare de Déu de la Pineda                                   |
| Тенерифе (Техина-де-Изора)  | Приход Сретения Господня                                  |               | Испанско-Португальская епархия Русской православной церкви                      |             | Campino 5, 2B, Tejina de Isora, Guia de Isora      |                                                                                             |
| Торревьеха                  | Приход Рождества Богородицы                               |               | Испанско-Португальская епархия Русской православной церкви                      |             |                                                    | принят в 2014 году. планируется возведение православного храма                              |
| Эльче                       | Приход святых Викентия Сарагосского и Серафима Саровского |               | Испанско-Португальская епархия Русской православной церкви                      |             | Porta La Morera, 18                                | службы проводятся в Colegio Salesiano de San Rafael                                         |
| Эль-Эхидо                   | Приход Покрова Пресвятой Богородицы                       |               | Испанско-Португальская епархия Русской православной церкви                      |             | Calle Rio Jucar, 48                                |                                                                                             |

Упразднённые храмы
| Город  | Храм                                            | Год постройки | Современная юрисдикция | Изображение | Современный адрес | Примечания             |
| ------ | ----------------------------------------------- | ------------- | ---------------------- | ----------- | ----------------- | ---------------------- |
| Мадрид | Церковь святой равноапостольной Марии Магдалины | 1761          |                        |             |                   | упразднена в 1882 году |

## Италия
| Город     | Храм                                                      | Год постройки | Современная юрисдикция                                                          | Изображение | Современный адрес                        | Примечания |
| --------- | --------------------------------------------------------- | ------------- | ------------------------------------------------------------------------------- | ----------- | ---------------------------------------- | ---------- |
| Бари      | Церковь святителя Николая Чудотворца                      | 1919          | Ставропигиальный храм Русской православной церкви                               |             | Corso Benedetto Croce, 130               |            |
| Мерано    | Церковь святителя Николая Чудотворца                      | 1897          | Патриаршие приходы в Италии Русской православной церкви                         |             | Via Schaffer, 21                         |            |
| Модена    | Церковь Всех святых                                       | 1984 (1834)   | Патриаршие приходы в Италии Русской православной церкви                         |             | Piazza Liberazione, Quartiere Modena Est |            |
| Рим       | Церковь святителя Николая Чудотворца                      | 1932          | Патриаршие приходы в Италии Русской православной церкви                         |             | Via Palestro, 69/71                      |            |
| Рим       | Церковь святой великомученицы Екатерины                   | 2006          | Патриаршие приходы в Италии Русской православной церкви                         |             | Via del Lago Terrione, 77/79             |            |
| Сан-Ремо  | Церковь Христа Спасителя                                  | 1913          | Лондонская и Западно-Европейская епархия Русской православной церкви заграницей |             | Corso Nuvoloni, 1                        |            |
| Турин     | Храм святого Максима Епископа                             |               | Патриаршие приходы в Италии Русской православной церкви                         |             | Strada Val San Martino, 7                |            |
| Флоренция | Церковь Рождества Христова и святителя Николая Чудотворца | 1902          | Лондонская и Западно-Европейская епархия Русской православной церкви заграницей |             | via Leone X                              |            |

Приходы без отдельных храмов и домовые храмы
| Город               | Приход                                                        | Год основания | Современная юрисдикция                                                                   | Изображение | Современный адрес                             | Примечания                                                      |
| ------------------- | ------------------------------------------------------------- | ------------- | ---------------------------------------------------------------------------------------- | ----------- | --------------------------------------------- | --------------------------------------------------------------- |
| Алессандрия         | Приход святителя Николая Чудотворца                           |               | Патриаршие приходы в Италии Русской православной церкви                                  |             | Via Volturno, 8                               |                                                                 |
| Альцано-Ломбардо    | Община святителя Сильвестра Римского                          |               | Архиепископия православных русских церквей в Западной Европе Русской православной церкви |             | Pedrengo, via Fratelli Kennedy, 5             |                                                                 |
| Бари                | Храм святителей Николая Чудотворца и Спиридона Тримифунтского |               | Лондонская и Западно-Европейская епархия Русской православной церкви заграницей          |             | Corso Benedetto Croce, 130                    | подворье епархии                                                |
| Бассано-дель-Граппа | Приход Покрова Пресвятой Богородицы                           |               | Патриаршие приходы в Италии Русской православной церкви                                  |             | Via Monte Novegno, 37                         |                                                                 |
| Бергамо (Сериате)   | Приход Владимирской иконы Божией Матери                       |               | Патриаршие приходы в Италии Русской православной церкви                                  |             | Via Gaetano Donizetti, 14l, 14/d, Seriate     |                                                                 |
| Болонья             | Приход святителя Василия Великого                             |               | Патриаршие приходы в Италии Русской православной церкви                                  |             | Via Sant’Isaia, 35/2                          |                                                                 |
| Брешиа              | Приход Святой Троицы                                          |               | Патриаршие приходы в Италии Русской православной церкви                                  |             | Via Cairoli, 23                               |                                                                 |
| Брешиа              | Приход иконы Божией Матери «Всех скорбящих Радость»           |               | Архиепископия православных русских церквей в Западной Европе Русской православной церкви |             | via Moretto 18 Brescia                        |                                                                 |
| Бусто-Арсицио       | Приход пророка Иоанна Крестителя                              |               | Архиепископия православных русских церквей в Западной Европе Русской православной церкви |             | Пересечение via Taormina и via Giordano Bruno | Службы проводятся в церкви S. Carlo Borromeo                    |
| Вальданьо           | Приход святой Ксении Петербургской                            |               | Патриаршие приходы в Италии Русской православной церкви                                  |             | Via Fabio Filzi, 33B                          |                                                                 |
| Варесе              | Приход святого Александра Невского                            |               | Патриаршие приходы в Италии Русской православной церкви                                  |             | Via Milazzo,15 (zona Casbeno)                 |                                                                 |
| Венеция             | Приход святых Жен-мироносиц                                   |               | Патриаршие приходы в Италии Русской православной церкви                                  |             | Campo San Zan Degolà, 1, Santa Croce          |                                                                 |
| Верона              | Приход святителя Николая Чудотворца                           |               | Патриаршие приходы в Италии Русской православной церкви                                  |             | Vicolo San Salvatore Vecchio, 7               |                                                                 |
| Виджевано           | Приход Покрова Пресвятой Богородицы                           |               | Архиепископия православных русских церквей в Западной Европе Русской православной церкви |             | Via della Costa, 42                           |                                                                 |
| Виченца             | Приход святителя Николая Чудотворца                           |               | Патриаршие приходы в Италии Русской православной церкви                                  |             | Via Santa Croce, 55                           | службы проводятся в Chiesa di Santa Croce                       |
| Генуя               | Приход Преображения Господня                                  |               | Патриаршие приходы в Италии Русской православной церкви                                  |             | Salita della Seta 3R                          | 10.2012-07.2013 службы в храме San Giorgio (Piazza San Giorgio) |
| Губбио              | Приход в честь Входа Господня в Иерусалим                     |               | Патриаршие приходы в Италии Русской православной церкви                                  |             | Via Teatro Romano, 4                          | службы проводятся в Chiesa San Benedetto                        |
| Демонте             | Пустынь святой Марии Магдалины                                |               | Архиепископия православных русских церквей в Западной Европе Русской православной церкви |             | Fedio                                         |                                                                 |
| Домодоссола         | Приход Святой Троицы                                          |               | Патриаршие приходы в Италии Русской православной церкви                                  |             | Via Paolo Silva, 15                           |                                                                 |
| Имола               | Храм святых Константина и Елены                               |               | Патриаршие приходы в Италии Русской православной церкви                                  |             | Via Don angelo Bughetti, 8/a                  |                                                                 |
| Кальяри             | Приход святого Саввы Освященного                              |               | Патриаршие приходы в Италии Русской православной церкви                                  |             | Via del Duomo, 23                             | службы проводятся в церкви di Nostra Signora della Speranza     |
| Катания             | Приход святой мученицы Агафии                                 |               | Патриаршие приходы в Италии Русской православной церкви                                  |             | Piazza Carlo Alberto, 81                      | службы проводятся в церкви San Gaetano alle Grotte              |
| Колоньо-Монцезе     | община                                                        |               | Архиепископия православных русских церквей в Западной Европе Русской православной церкви |             | Via Trento, Cologno Monzese                   | молдавский приход                                               |
| Комо                | община священномученика Доната Ареццкого                      |               | Архиепископия православных русских церквей в Западной Европе Русской православной церкви |             | Como, via Valleggio 15                        |                                                                 |
| Лекко               | Приход Святителя Николая Мирликийского                        |               | Патриаршие приходы в Италии Русской православной церкви                                  |             | Piazza XXV Aprile, 1, Lecco                   | Сайт прихода www.lecco.prihod.ru                                |
| Мальяно-Альфиери    | Часовня великомученицы Анастасии                              |               | Патриаршие приходы в Италии Русской православной церкви                                  |             | Magliano Alfieri                              |                                                                 |
| Мантуя              | Приход святого Лаврентия                                      |               | Патриаршие приходы в Италии Русской православной церкви                                  |             | Piazza delle Erbe                             |                                                                 |
| Маррубиу            | Приход иконы Божией Матери «Скоропослушница»                  |               | Патриаршие приходы в Италии Русской православной церкви                                  |             | Via Napoli, 182                               |                                                                 |
| Милан               | Храм святого Амвросия Медиоланского                           |               | Патриаршие приходы в Италии Русской православной церкви                                  |             | Largo Corsia dei Servi, 4                     | службы проводятся в церкви San Vito al Pasquirolo               |
| Милан               | Приход преподобных Сергия Радонежского и Серафима Саровского  |               | Патриаршие приходы в Италии Русской православной церкви                                  |             | Пересечение Via Giulini и Via Porlezza        | службы проводятся в церкви San Vincenzo Martire                 |
| Монтезильвано       | Приход Рождества Богородицы                                   |               | Патриаршие приходы в Италии Русской православной церкви                                  |             | Via Lago Trasimeno, 13                        |                                                                 |
| Неаполь             | Храм святого апостола Андрея                                  |               | Патриаршие приходы в Италии Русской православной церкви                                  |             | Via Leopoldo Rodino, 20                       | службы проводятся в церкви Santa Maria del Ben Morire           |
| Новара              | Община святителя Николая Чудотворца                           |               | Патриаршие приходы в Италии Русской православной церкви                                  |             | Via Ricotti Cesare Magnani, 25                |                                                                 |
| Новеллара           | Приход пророка Иоанна Предтечи                                |               | Патриаршие приходы в Италии Русской православной церкви                                  |             | Via Cavour, 6                                 |                                                                 |
| Озимо               | Приход святого апостола Варфоломея                            |               | Патриаршие приходы в Италии Русской православной церкви                                  |             | Via S.Bartolomeo, 1                           | службы проводятся в церкви S.Bartolomeo                         |
| Падуя               | Приход Рождества Богородицы                                   |               | Патриаршие приходы в Италии Русской православной церкви                                  |             | Via Ss. Fabiano e Sebastiano, 134             |                                                                 |
| Перуджа             | Приход Рождества Богородицы                                   |               | Патриаршие приходы в Италии Русской православной церкви                                  |             | Via Cristoforo Colombo, 5a                    |                                                                 |
| Пистойя             | Приход Рождества Богородицы                                   |               | Патриаршие приходы в Италии Русской православной церкви                                  |             | Via di Ripalta                                | службы проводятся в церкви Santa Maria a Ripalta                |
| Пьяченца            | Приход Трех святителей                                        |               | Патриаршие приходы в Италии Русской православной церкви                                  |             | Vicolo del Consiglio, 9                       |                                                                 |
| Равенна             | Приход Покрова Пресвятой Богородицы                           |               | Патриаршие приходы в Италии Русской православной церкви                                  |             | Via Candiano, 33                              |                                                                 |
| Рим                 | Приход святителя Николая Чудотворца                           |               | Архиепископия православных русских церквей в Западной Европе Русской православной церкви |             | Via del Corso, 306                            | службы проводятся в церкви Santa Maria in Via Lata              |
| Самасси             | Приход пророка Иоанна Предтечи                                |               | Патриаршие приходы в Италии Русской православной церкви                                  |             | Via Don Minzoni, 12                           |                                                                 |
| Таранто             | Приход святых Космы и Дамиана                                 |               | Патриаршие приходы в Италии Русской православной церкви                                  |             | via Tito Minniti, 4                           |                                                                 |
| Удине               | Приход Воздвижения Креста Господня                            |               | Патриаршие приходы в Италии Русской православной церкви                                  |             | Via Marangoni, 105                            |                                                                 |
| Фиденца             | Приход Святой Троицы                                          |               | Патриаршие приходы в Италии Русской православной церкви                                  |             | via Abate Zani, 53                            | службы проводятся в церкви Santi Faustino e Giovita             |
| Франкавилла-Фонтана | Приход Покрова Пресвятой Богородицы                           |               | Патриаршие приходы в Италии Русской православной церкви                                  |             | Via Vittorio Veneto, 55                       |                                                                 |

Упразднённые храмы
| Город     | Храм                                   | Год постройки | Современная юрисдикция | Изображение | Современный адрес | Примечания                                          |
| --------- | -------------------------------------- | ------------- | ---------------------- | ----------- | ----------------- | --------------------------------------------------- |
| Бергамо   | Церковь …                              | 1817          |                        |             |                   | во дворце маркизы Е. М. Голицыной-Терци. Упразднена |
| Венеция   | Церковь святых апостолов Петра и Павла |               |                        |             |                   | при российской миссии. Упразднена                   |
| Неаполь   | Церковь Рождества Христова             | 1779          |                        |             |                   | при российской миссии. Упразднена в 1866 году       |
| Палермо   | Церковь святой мученицы Варвары        |               |                        |             |                   | при вилле графини В. П. Шуваловой. Упразднена       |
| Турин     | Церковь Рождества Христова             |               |                        |             |                   | при российской миссии. Упразднена                   |
| Флоренция | Церковь Сретения Господня              |               |                        |             |                   | в доме А. В. Новицкой. Упразднена                   |
| Флоренция | Церковь …                              | 1818          |                        |             |                   | во дворце графов Бутурлиных. Упразднена             |

## Люксембург
| Город      | Храм                                   | Год постройки | Современная юрисдикция                                                          | Изображение | Современный адрес          | Примечания |
| ---------- | -------------------------------------- | ------------- | ------------------------------------------------------------------------------- | ----------- | -------------------------- | ---------- |
| Люксембург | Церковь святых апостолов Петра и Павла | 1982          | Лондонская и Западно-Европейская епархия Русской православной церкви заграницей |             | Rue Jean-Pierre Probst, 10 |            |

## Мальта
| Город    | Храм                          | Год постройки | Современная юрисдикция       | Изображение | Современный адрес                     | Примечания |
| -------- | ----------------------------- | ------------- | ---------------------------- | ----------- | ------------------------------------- | ---------- |
| Валлетта | Приход святого апостола Павла |               | Русская православная церковь |             | 132a Triq L-Arcisqof, Valletta, Malta |            |

## Монако
| Город       | Храм                                     | Год постройки | Современная юрисдикция                         | Изображение | Современный адрес                                      | Примечания                                                            |
| ----------- | ---------------------------------------- | ------------- | ---------------------------------------------- | ----------- | ------------------------------------------------------ | --------------------------------------------------------------------- |
| Ла-Кондамин | Приход святых царственных страстотерпцев | 2017          | Корсунская епархия Русской православной церкви |             | Villa Ispahan, 57 Boulevard du Jardin Exotique, Monaco | Богослужения в Eglise Réformée de Monaco по адресу 7 Rue Louis Notari |

## Нидерланды
| Город       | Храм                                                   | Год постройки | Современная юрисдикция                                                                   | Изображение | Современный адрес                | Примечания |
| ----------- | ------------------------------------------------------ | ------------- | ---------------------------------------------------------------------------------------- | ----------- | -------------------------------- | --- |
| Амстердам   | Приход святителя Николая Чудотворца                    |               | Гаагская и Нидерландская епархия Русской православной церкви                             |             | Lijnbaansgracht, 47-48           | храм располагается в здании, ранее входившем в монастырский комплекс Меньших Братьев Капуцинов |
| Бреда       | Церковь святых Жён-Мироносиц                           |               | Архиепископия православных русских церквей в Западной Европе Русской православной церкви |             | Vogelenzanglaan, 21              | |
| Гаага       | Церковь святой равноапостольной Марии Магдалины        | 1937          | Гаагская и Нидерландская епархия Русской православной церкви                             |             | Obrechtstraat, 9                 | Бывший домовый храм королевы Нидерландов Анны Павловны, содержащий, в частности, алтарь походной церкви её брата — императора Александра I, перед которым в 1814 году происходила в Париже на площади Согласия Пасхальная служба для русских оккупационных войск. |
| Гаага       | Монастырь пророка Иоанна Предтечи                      | 1954          | Гаагская и Нидерландская епархия Русской православной церкви                             |             | Dr. Kuyperstraat, 2              | |
| Наймеген    | Храм святителя Тихона Московского                      |               | Гаагская и Нидерландская епархия Русской православной церкви                             |             | Dobbelmanweg, 3                  | |
| Роттердам   | Церковь святого благоверного князя Александра Невского | 2004          | Гаагская и Нидерландская епархия Русской православной церкви                             |             | Schieddamsesingel 220, Rotterdam | |
| Синт-Хуберт | Монастырь Илии Пророка                                 | 1972          | Архиепископия православных русских церквей в Западной Европе Русской православной церкви |             | Nimrod, 15                       | |
| Химмелум    | Монастырь святителя Николая Чудотворца                 | 1999          | Гаагская и Нидерландская епархия Русской православной церкви                             |             | Buorren, 18                      | мужской |

Приходы без отдельных храмов и домовые храмы
| Город        | Приход                                        | Год основания | Современная юрисдикция                                                                   | Изображение | Современный адрес          | Примечания |
| ------------ | --------------------------------------------- | ------------- | ---------------------------------------------------------------------------------------- | ----------- | -------------------------- | ---------- |
| Амерсфорт    | Приход святого Корнилия Сотника               |               | Гаагская и Нидерландская епархия Русской православной церкви                             |             | Koningin Wilhelminalaan, 5 |            |
| Амстердам    | Приход преподобной Марии Египетской           | 1946          | Лондонская и Западно-Европейская епархия Русской православной церкви заграницей          |             | Muiderstraat, 10           |            |
| Арнем        | Приход Покрова Пресвятой Богородицы           | 1946          | Лондонская и Западно-Европейская епархия Русской православной церкви заграницей          |             | Amsterdamseweg, 96         |            |
| Гронинген    | Приход Преображения Господня                  |               | Гаагская и Нидерландская епархия Русской православной церкви                             |             | Ganzevoortsingel, 2        |            |
| Девентер     | Приход святых апостолов Петра и Павла         |               | Архиепископия православных русских церквей в Западной Европе Русской православной церкви |             | Korte Assenstraat, 13      |            |
| Коллумерпомп | Приход святого Пантелеймона Целителя          |               | Архиепископия православных русских церквей в Западной Европе Русской православной церкви |             | Brongersmawei, 15          |            |
| Маастрихт    | Приход святителя Иоанна Златоуста             |               | Архиепископия православных русских церквей в Западной Европе Русской православной церкви |             | St. Maartenslaan, 37       |            |
| Роттердам    | Церковь иконы Божией Матери «Скоропослушница» |               | Гаагская и Нидерландская епархия Русской православной церкви                             |             | Persijnstraat, 16          |            |

Упразднённые храмы
| Город     | Храм                                    | Год постройки | Современная юрисдикция | Изображение | Современный адрес | Примечания |
| --------- | --------------------------------------- | ------------- | ---------------------- | ----------- | ----------------- | ---------- |
| Амстердам | Церковь святой великомученицы Екатерины |               |                        |             |                   | упразднена |

## Норвегия
| Город             | Храм                                                     | Год постройки | Современная юрисдикция                                           | Изображение | Современный адрес                | Примечания                                           |
| ----------------- | -------------------------------------------------------- | ------------- | ---------------------------------------------------------------- | ----------- | -------------------------------- | ---------------------------------------------------- |
| Баренцбург        | Часовня Спаса Нерукотворного образа                      |               | Патриаршие приходы в Норвегии Русской православной церкви        |             |                                  | в память погибших при катастрофе Ту-154М в 1996 году |
| Берген            | Церковь Богоявления Господня                             | 1937          | Патриаршие приходы в Норвегии Русской православной церкви        |             | Grimstaveien 38 5252 Søreidgrend |                                                      |
| Нейден            | Часовня Святого Георгия                                  | 1565          | Британско-Скандинавская епархия Сербская православной церкви (?) |             |                                  |                                                      |
| Осло              | Церковь Воскресения Христова и благоверной княгини Ольги | 1864          | Патриаршие приходы в Норвегии Русской православной церкви        |             | Akersveien, 33                   |                                                      |
| Осло              | Приход святителя Николая Чудотворца                      |               | Британско-Скандинавская епархия Сербская православной церкви     |             | Tvetenveien, 13                  |                                                      |
| Скабланд (Хурдал) | Скит преподобного Трифона Печенгского                    | 2000          | Британско-Скандинавская епархия Сербская православной церкви     |             | Skabland                         |                                                      |

Приходы без отдельных храмов и домовые храмы
| Город      | Приход                                       | Год основания | Современная юрисдикция                                                                       | Изображение | Современный адрес         | Примечания                                                   |
| ---------- | -------------------------------------------- | ------------- | -------------------------------------------------------------------------------------------- | ----------- | ------------------------- | ------------------------------------------------------------ |
| Баренцбург | Приход Успения Пресвятой Богородицы          |               | Патриаршие приходы в Норвегии Русской православной церкви                                    |             |                           | службы проводятся в Доме культуры                            |
| Берген     | Приход Благовещения Пресвятой Богородицы     |               | Архиепископия православных русских церквей в Западной Европе Русской православной церкви     |             | Erik Pontoppidans gate, 8 | службы проводятся в здании Stiftelsen Collegium St. Sunnivae |
| Бигстад    | Часовня апостола Иоанна Богослова            |               | Архиепископия православных русских церквей в Западной Европе Русской православной церкви (?) |             | Johnsegarden              | при Академии святого апостола Иоанна Богослова               |
| Будё       | Приход Сретения Господня                     |               | Архиепископия православных русских церквей в Западной Европе Русской православной церкви (?) |             |                           |                                                              |
| Киркенес   | Приход святого Трифона Печенгского           |               | Патриаршие приходы в Норвегии Русской православной церкви                                    |             | Hans Vaggers vei, 5       |                                                              |
| Ставангер  | Приход святой мученицы Ирины                 |               | Патриаршие приходы в Норвегии Русской православной церкви                                    |             |                           | службы проводятся в Døvenes kirke                            |
| Ставангер  | Приход Преображения Господня                 |               | Архиепископия православных русских церквей в Западной Европе Русской православной церкви (?) |             | Pedersgata, 37            | строится храмовый комплекс                                   |
| Тромсё     | Приход святителя Николая Чудотворца          |               | Патриаршие приходы в Норвегии Русской православной церкви                                    |             | Parkgata, 22              | службы проводятся в здании «Bymisjon»                        |
| Тронхейм   | Приход преподобной княгини Анны Новгородской |               | Патриаршие приходы в Норвегии Русской православной церкви                                    |             | Innherredsveien, 3        | службы проводятся в Bakke kirke                              |

## Польша
В список не вошли храмы, устроенные до 1918 года на территории Царства Польского.
| Город      | Храм                      | Год постройки | Современная юрисдикция                                       | Изображение | Современный адрес | Примечания                                                                                           |
| ---------- | ------------------------- | ------------- | ------------------------------------------------------------ | ----------- | ----------------- | --- |
| Соколовско | Церковь Михаила Архангела | 1901          | Вроцлавская и Щецинская епархия Польской православной церкви |             |                   | бывшая братская; построена в курортной деревне Гёрберсдорф (тогда Пруссия, в Польше после 1945 года) |

## Португалия
| Город    | Храм                               | Год постройки | Современная юрисдикция                                     | Изображение | Современный адрес               | Примечания |
| -------- | ---------------------------------- | ------------- | ---------------------------------------------------------- | ----------- | ------------------------------- | ---------- |
| Лиссабон | Храм Всех святых                   |               | Испанско-Португальская епархия Русской православной церкви |             | Rua do Museu de Artilharia, 1   |            |
| Фару     | Приход святой Ксении Петербургской |               | Испанско-Португальская епархия Русской православной церкви |             | Rua General Teofilo da Trindade |            |

Приходы без отдельных храмов и домовые храмы
| Город            | Приход                                       | Год основания | Современная юрисдикция                                                          | Изображение | Современный адрес           | Примечания                                                |
| ---------------- | -------------------------------------------- | ------------- | ------------------------------------------------------------------------------- | ----------- | --------------------------- | --------------------------------------------------------- |
| Кашкайш          | Приход святителя Иоанна Златоуста            |               | Испанско-Португальская епархия Русской православной церкви                      |             | Travessa da Conceição       | службы проводятся в часовне Девы Марии                    |
| Оэйраш           | Община Покрова Пресвятой Богородицы          |               | Лондонская и Западно-Европейская епархия Русской православной церкви заграницей |             | rua Antonio-Sergio, N5 4F   |                                                           |
| Порту            | Приход Новомучеников Российских              |               | Испанско-Португальская епархия Русской православной церкви                      |             | Rua da Madeira, 126         | службы проводятся в резиденции Porto Companhia de Jesus   |
| Сетубал          | Приход святого апостола Андрея Первозванного |               | Испанско-Португальская епархия Русской православной церкви                      |             | Rua Bento Jesus Caracas, 77 | службы проводятся в церкви Nossa Senhora da Conceição     |
| Фуншал (Мадейра) | Приход святителя Спиридона Тримифунтскогого  |               | Испанско-Португальская епархия Русской православной церкви                      |             | Santa Catarina              | службы проводятся в католической часовне святой Екатерины |

## Румыния
| Город    | Храм                                 | Год постройки | Современная юрисдикция                             | Изображение | Современный адрес           | Примечания |
| -------- | ------------------------------------ | ------------- | -------------------------------------------------- | ----------- | --------------------------- | ---------- |
| Бухарест | Церковь святителя Николая Чудотворца | 1909          | Бухарестская епархия Румынской православной церкви |             | Str. Ion Ghica, 9, sector 3 |            |

Упразднённые храмы
| Город                 | Храм                                 | Год постройки | Современная юрисдикция | Изображение | Современный адрес | Примечания                 |
| --------------------- | ------------------------------------ | ------------- | ---------------------- | ----------- | ----------------- | -------------------------- |
| Климэуц (жудец Сучава | Церковь святителя Николая Чудотворца | 1903          |                        |             |                   | единоверческая, упразднена |

## Сербия
| Город                     | Храм                                                   | Год постройки | Современная юрисдикция                                      | Изображение | Современный адрес        | Примечания |
| ------------------------- | ------------------------------------------------------ | ------------- | ----------------------------------------------------------- | ----------- | ------------------------ | ---------- |
| Бела-Црква                | Церковь святого апостола Иоанна Богослова              |               | Банатская епархия Сербской православной церкви              |             | Бела Црква               |            |
| Белград                   | Церковь Святой Троицы                                  | 1924          | Ставропигиальный храм Русской православной церкви           |             | Београд, ул. Таковска, 4 |            |
| Белград                   | Церковь святого благоверного князя Александра Невского | 1930          | Белградско-Карловацкая епархия Сербской православной церкви |             | Београд, ул. Доситејева  |            |
| Горни Адровац (Алексинац) | Церковь Пресвятой Троицы                               |               | Нишская епархия Сербской православной церкви                |             |                          |            |

## Словения
| Город | Храм                                         | Год постройки | Современная юрисдикция | Изображение | Современный адрес | Примечания |
| ----- | -------------------------------------------- | ------------- | ---------------------- | ----------- | ----------------- | ---------- |
| Вршич | Часовня святого благоверного князя Владимира | 1917          |                        |             | Vršič             |            |

## Финляндия
В список не вошли храмы, устроенные до 1917 года на территории Великого княжества Финляндского и относящиеся к юрисдикции Православной церкви Финляндии.
| Город            | Храм                                     | Год постройки | Современная юрисдикция                             | Изображение | Современный адрес                      | Примечания |
| ---------------- | ---------------------------------------- | ------------- | -------------------------------------------------- | ----------- | -------------------------------------- | ---------- |
| Пори             | Церковь Казанской иконы Божией Матери    | 1998          | Финляндское благочиние Русской православной церкви |             | Itsenäisyydenkatu, 21 A                |            |
| Сторми (Ваммала) | Церковь преподобного Серафима Саровского | 2004          | Финляндское благочиние Русской православной церкви |             | Nikkistentie, 3                        |            |
| Хельсинки        | Церковь святителя Николая Чудотворца     | (1927) 1938   | Финляндское благочиние Русской православной церкви |             | Tuonelankuja, 3 / Hietakannaksentie, 1 |            |
| Хельсинки        | Церковь Покрова Пресвятой Богородицы     | (1926) 1953   | Финляндское благочиние Русской православной церкви |             | Tiilimäki, 25, Munkkiniemi             |            |

Приходы без отдельных храмов и домовые храмы
| Город     | Приход                                 | Год основания | Современная юрисдикция                                  | Изображение | Современный адрес                  | Примечания |
| --------- | -------------------------------------- | ------------- | ------------------------------------------------------- | ----------- | ---------------------------------- | ---------- |
| Тампере   | Храм Преображения Господня             | 1994          | одна из неканонических юрисдикций, отделившихся от РПЦЗ |             | Tanhuankatu 48 °C 26 33560 Tampere | домовая    |
| Хельсинки | Церковь блаженной Ксении Петербургской | 1997          | Финляндское благочиние Русской православной церкви      |             | Aarteenetsijäntie, 2, Mellunmäki   | домовая    |

## Франция
| Город                | Храм                                                                                | Год постройки | Современная юрисдикция                                                                   | Изображение | Современный адрес                              | Примечания                                                                                     |
| -------------------- | ----------------------------------------------------------------------------------- | ------------- | ---------------------------------------------------------------------------------------- | ----------- | ---------------------------------------------- | ---------------------------------------------------------------------------------------------- |
| Антиб                | Церковь Всех святых, в земле Российской просиявших                                  |               | Галльская митрополия Константинопольской православной церкви                             |             | boulevard du 11 novembre/Passage Saint-Roche   |                                                                                                |
| Бельфор              | Церковь Воскресения Христова                                                        | 1983          | Архиепископия православных русских церквей в Западной Европе Русской православной церкви |             | rue du Berger, 15                              |                                                                                                |
| Биарриц              | Церковь святого благоверного князя Александра Невского                              | 1892          | Галльская митрополия Константинопольской православной церкви                             |             | avenue de l’Impératrice, 8                     |                                                                                                |
| Бордо (Брюж)         | Церковь преподобного Серафима Саровского                                            |               | Корсунская епархия Русской православной церкви                                           |             | 15 Rue François Xavier, Bruges                 |                                                                                                |
| Булонь-Бийанкур      | Церковь святителя Николая Чудотворца                                                |               | Галльская митрополия Константинопольской православной церкви                             |             | rue du Point du Jour, 132bis                   |                                                                                                |
| Бюсси-ан-От          | Монастырь Покрова Пресвятой Богородицы                                              | 1938 (1946)   | Галльская митрополия Константинопольской православной церкви                             |             | rue de la Forêt, 11                            | женский                                                                                        |
| Ванв (Париж)         | Церковь Святой Троицы                                                               |               | Корсунская епархия Русской православной церкви                                           |             | rue Michel-Ange, 16, Vanves                    |                                                                                                |
| Грассак              | Монастырь Корсунской иконы Божией Матери                                            | 1993          | Корсунская епархия Русской православной церкви                                           |             | Doumerac, 16380, Grassac, France               | женский                                                                                        |
| Динь-ле-Бен          | Скит Святого Иоанна                                                                 |               | Архиепископия православных русских церквей в Западной Европе Русской православной церкви |             | route des Clues de Barles                      |                                                                                                |
| Канны                | Церковь Архангела Михаила                                                           | 1896          | Архиепископия православных русских церквей в Западной Европе Русской православной церкви |             | boulevard Alexandre III, 36-40                 |                                                                                                |
| Коломбель            | Церковь преподобного Сергия Радонежского                                            | 1925          | Архиепископия православных русских церквей в Западной Европе Русской православной церкви |             | rue Raspail                                    |                                                                                                |
| Контрексевиль        | Часовня святого равноапостольного князя Владимира                                   | 1910          | Корсунская епархия Русской православной церкви                                           |             |                                                |                                                                                                |
| Кормей-ан-Паризи     | Церковь святителя Николая Чудотворца                                                | 1951          | Архиепископия православных русских церквей в Западной Европе Русской православной церкви |             | rue du Martray, 35                             | при доме престарелых Земгора                                                                   |
| Ла-Далмери           | Монастырь святителя Николая                                                         | 1962          | Галльская митрополия Константинопольского патриархата                                    |             | La Dalmerie                                    | мужской                                                                                        |
| Ле-Мениль-Сен-Дени   | Скит Святого Духа                                                                   | 1933          | Корсунская епархия Русской православной церкви                                           |             | avenue des Bruyeres, 7                         | мужской                                                                                        |
| Лилль                | Церковь святителя Николая Чудотворца                                                | 1936          | Архиепископия православных русских церквей в Западной Европе Русской православной церкви |             | rue Necker, 3bis                               |                                                                                                |
| Лион                 | Церковь святителя Николая Чудотворца                                                | 1938          | Лионская и Западно-Европейская епархия РПЦЗ (Агафангела)                                 |             | rue Sainte-Genevieve, 5                        |                                                                                                |
| Марсель              | Приход священномученика Гермогена Московского                                       |               | Архиепископия православных русских церквей в Западной Европе Русской православной церкви |             | avenue Clôt Bey, 100                           |                                                                                                |
| Марсена              | Монастырь иконы Божией Матери «Знамение»                                            | 1988          | Корсунская епархия Русской православной церкви                                           |             | La Traverse                                    | женский                                                                                        |
| Ментона              | Церковь иконы Божией Матери «Всех скорбящих Радость» и святителя Николая Чудотворца | 1892          | Лондонская и Западно-Европейская епархия Русской православной церкви заграницей          |             | rue Paul-Morillot, 14                          |                                                                                                |
| Ментона              | Часовня иконы Божией Матери «Всех скорбящих Радость»                                | 1880          | Лондонская и Западно-Европейская епархия Русской православной церкви заграницей          |             |                                                | находится на территории русского кладбища «Старый замок»; приписана к Скорбященской церкви     |
| Мёдон                | Церковь Воскресения Христова                                                        |               | Лондонская и Западно-Европейская епархия Русской православной церкви заграницей          |             | rue des Bigots, 8                              |                                                                                                |
| Монжерон             | Приход во имя преподобного Серафима Саровского                                      | 2015          | Корсунская епархия                                                                       |             |                                                |                                                                                                |
| Муазене              | Скит Казанской иконы Божией Матери                                                  |               | Галльская митрополия Константинопольской православной церкви                             |             | chemin du Moulin de la Roue, 2                 |                                                                                                |
| Нант                 | Церковь святителя Василия Великого                                                  | 2006          | Галльская митрополия Константинопольской православной церкви                             |             | boulevard de la Beaujoire, 53                  |                                                                                                |
| Нильванж             | Церковь Святой Троицы и святителя Николая Чудотворца                                |               | Галльская митрополия Константинопольской православной церкви                             |             | rue de Verdun, 22                              |                                                                                                |
| Ницца                | Собор святителя Николая Чудотворца                                                  | 1912          | Корсунская епархия Русской православной церкви                                           |             | Avenue Nicolas II, boulevard du Tzarewitch, 17 |                                                                                                |
| Ницца                | Церковь святителя Николая Чудотворца и мученицы царицы Александры                   | 1859          | Митрополия Западной и Южной Европы Румынской православной церкви                         |             | rue de Longchamp, 6                            |                                                                                                |
| Ницца                | Церковь-часовня святителя Николая Чудотворца                                        | 1867          | Митрополия Западной и Южной Европы Румынской православной церкви                         |             | avenue Sainte-Marguerite                       | на русском кладбище Кокад; приписная к церкви святителя Николая Чудотворца и царицы Александры |
| Париж                | Собор святого благоверного князя Александра Невского                                | 1861          | Архиепископия православных русских церквей в Западной Европе Русской православной церкви |             | Rue Daru, 12                                   |                                                                                                |
| Париж                | Храм Трёх Святителей                                                                | 1931          | Корсунская епархия Русской православной церкви                                           |             | rue Pétel, 5                                   | Кафедральный храм                                                                              |
| Париж                | Церковь Святого Серафима Саровского                                                 | 1933          | Архиепископия православных русских церквей в Западной Европе Русской православной церкви |             | rue Lecourbe, 91                               |                                                                                                |
| Париж                | Церковь преподобного Сергия Радонежского                                            | 1925          | Архиепископия православных русских церквей в Западной Европе Русской православной церкви |             | rue de Crimée, 93                              | при Свято-Сергиевском богословском институте                                                   |
| Париж                | Храм Всех Святых, в земле Российской просиявших                                     | 1955          | РПЦЗ(М)                                                                                  |             | 19, rue Claude Lorrain                         |                                                                                                |
| По                   | Храм святого благоверного князя Александра Невского                                 | 1866          | Лондонская и Западно-Европейская епархия Русской православной церкви заграницей          |             | rue Jean-Réveil, 18                            |                                                                                                |
| Провемон             | Богородицкий Леснинский монастырь                                                   | 1967          | ставропигиальный монастырь Сербской истинно-православной церкви                          |             | rue du Moulin, 1                               |                                                                                                |
| Пюилубар             | Церковь иконы «Спас Нерукотворный»                                                  |               | Корсунская епархия Русской православной церкви                                           |             | Puyloubard, Beaussac                           |                                                                                                |
| Сен-Жульен-ле-Пуэнтс | Скит Сен Фуа                                                                        |               | Архиепископия православных русских церквей в Западной Европе Русской православной церкви |             | Le verdier                                     |                                                                                                |
| Сен-Илер-ле-Гран     | Храм-памятник Воскресения Христова                                                  | 1937          | Архиепископия православных русских церквей в Западной Европе Русской православной церкви |             | Saint-Hilaire-le-Grand                         |                                                                                                |
| Сен-Луи              | Церковь святителя Николая Чудотворца                                                |               | Корсунская епархия Русской православной церкви                                           |             | rue des Jardins, 3                             |                                                                                                |
| Сен-Марс-де-Локене   | Монастырь преподобного Силуана Афонского                                            | 1990          | Архиепископия православных русских церквей в Западной Европе Русской православной церкви |             | route du Grand Luce                            | смешанный (мужской и женский)                                                                  |
| Сен-Рафаэль (Вар)    | Церковь Архангела Рафаила                                                           | 1958          | Галльская митрополия Константинопольской православной церкви                             |             | rue d’Aigue bonne Plage, 128                   |                                                                                                |
| Сент-Женевьев-де-Буа | Церковь Успения Пресвятой Богородицы                                                | 1939          | Архиепископия православных русских церквей в Западной Европе Русской православной церкви |             | rue Léo Lagrange                               | на русском кладбище                                                                            |
| Страсбург            | Храм Всех святых                                                                    | 2003          | Ставропигиальный приход Русской православной церкви                                      |             | rue de Niederbronn, 4                          |                                                                                                |
| Тулуза               | Церковь святителя Николая Чудотворца                                                |               | Архиепископия православных русских церквей в Западной Европе Русской православной церкви |             | avenue de Grande Bretagne, 302                 |                                                                                                |
| Шавиль               | Церковь иконы Божией Матери «Державная»                                             | 1935          | Архиепископия православных русских церквей в Западной Европе Русской православной церкви |             | rue Alexis Maneyrol, 22                        |                                                                                                |
| Шалет-сюр-Луен       | Церковь Святой Троицы                                                               | 2010          | Архиепископия православных русских церквей в Западной Европе Русской православной церкви |             | rue Gaston Jaillon, 54                         |                                                                                                |
| Шель                 | Церковь преподобного Серафима Саровского                                            |               | Архиепископия православных русских церквей в Западной Европе Русской православной церкви |             | avenue de l'Étoile d’Or, 23                    |                                                                                                |
| Эпине-су-Сенар       | Церковь Рождества Пресвятой Богородицы                                              | 2014          | Корсунская епархия Русской православной церкви                                           |             | rue Sainte-Geneviève, 4, Épinay-sous-Sénart    | в парке русской православной семинарии                                                         |

Приходы без отдельных храмов и домовые храмы
| Город                | Приход                                                                     | Год основания | Современная юрисдикция                                                                   | Изображение | Современный адрес                               | Примечания |
| -------------------- | -------------------------------------------------------------------------- | ------------- | ---------------------------------------------------------------------------------------- | ----------- | ----------------------------------------------- | --- |
| Аньер-сюр-Сен        | Храм Христа Спасителя                                                      | 1932          | Архиепископия православных русских церквей в Западной Европе Русской православной церкви |             | rue du Bois, 7bis                               | |
| Аррас                | Приход иконы Божией Матери «Вратарница»                                    |               | Корсунская епархия Русской православной церкви                                           |             | rue Wacquez Glasson, 1                          | службы проводятся в католической церкви Иоанна Крестителя |
| Байонна              | Приход Покрова Пресвятой Богородицы                                        |               | Корсунская епархия Русской православной церкви                                           |             | route Nationale, 10                             | службы проводятся в hôtel «Amatcho-Anton» |
| Брест                | Приход Богоявления                                                         |               | Архиепископия православных русских церквей в Западной Европе Русской православной церкви |             | place Vauban                                    | |
| Везле                | Приход святых Стефана и Германа Оксерского                                 |               | Корсунская епархия Русской православной церкви                                           |             | Maison Romane, rue du Couvent                   | |
| Виши                 | Приход Христа Спасителя и Успения Пресвятой Богородицы                     | 1925          | Архиепископия православных русских церквей в Западной Европе Русской православной церкви |             | rue du Docteur Charles, 8                       | |
| Гренобль             | Приход Сретения Господня                                                   |               | Корсунская епархия Русской православной церкви                                           |             | rue Voltaire, 17                                | |
| Гренобль             | Приход Воскресения Христова                                                | 1928          | Архиепископия православных русских церквей в Западной Европе Русской православной церкви |             | avenue de Vizille, 5                            | |
| Кан                  | Приход святого Саввы Освященного                                           |               | Корсунская епархия Русской православной церкви                                           |             | avenue Georges Clemenceau                       | службы проводятся в здании госпиталя Ж. Клемансо |
| Кемпер               | Приход святого апостола Иакова Алфеева                                     |               | Галльская митрополия Константинопольской православной церкви                             |             | rue de la Chapelle de Cuzon                     | службы проводятся в часовне Cuzon |
| Кламар               | Приход святых равноапостольных Константина и Елены                         | 1926          | Корсунская епархия Русской православной церкви                                           |             | rue Henry, 4 bis                                | |
| Кламар               | Часовня Святого Духа                                                       | 1946          | Корсунская епархия Русской православной церкви                                           |             | rue du Moulin de Pierre, 83                     | в доме Н. А. Бердяева |
| Ланьон               | Приход святой Анны                                                         |               | Архиепископия православных русских церквей в Западной Европе Русской православной церкви |             | route de Trébeurden                             | службы проводятся в часовне святого Роха |
| Лапалис              | Приход святых апостолов Петра и Павла                                      |               | Лондонская и Западно-Европейская епархия Русской православной церкви заграницей          |             | Les Rochelles a Perigny                         | |
| Ле-Крёзо             | Приход святого благоверного князя Александра Невского                      | 1924          | Архиепископия православных русских церквей в Западной Европе Русской православной церкви |             | rue de l’Abbé Perrot, 1                         | |
| Ле-Ман               | Приход…                                                                    |               | Архиепископия православных русских церквей в Западной Европе Русской православной церкви |             | rue Saint-Benoît                                | службы проводятся в крипте церкви святого Бенуа |
| Лилль                | Приход святителя Николая Чудотворца                                        | 1936          | Архиепископия православных русских церквей в Западной Европе Русской православной церкви |             | rue Necker, 3bis                                | |
| Лимож                | Приход во имя Христа Спасителя                                             |               | Корсунская епархия Русской православной церкви                                           |             | impasse des 3 Châtains                          | |
| Лион                 | Приход святого Иоанна Русского, исповедника                                |               | Лондонская и Западно-Европейская епархия Русской православной церкви заграницей          |             | rue de la Petite Viabert, 4                     | |
| Лион                 | Приход Покрова Пресвятой Богородицы                                        | 1946          | Корсунская епархия Русской православной церкви                                           |             | rue Andre Bonin, 4                              | |
| Лион                 | Приход святого праведного Алексия Южинского и преподобной Марии Египетской |               | Архиепископия православных русских церквей в Западной Европе Русской православной церкви |             | avenue Vincent de Serre, 1, Tassin-la-Demi-Lune | |
| Лурд                 | Приход Сретения Господня                                                   | 2011          | Галльская митрополия Константинопольской православной церкви                             |             | 2 Avenue Jean Prat — 65100                      | |
| Марсель              | Приход Казанской иконы Божией Матери                                       |               | Корсунская епархия Русской православной церкви                                           |             | 20 Boulevard Madeleine Rémusat, 13013           | |
| Марсель              | Приход великомученика Георгия Победоносца                                  | 1927          | Лондонская и Западно-Европейская епархия Русской православной церкви заграницей          |             | rue des Bigots, 8                               | Закрыт, является предметом судебной тяжбы между бывшими прихожанами, не признавшими воссоединение РПЦЗ с Московским Патриархатом. Вынесенная из храма старинная утварь безвозвратно утеряна в результате пожара |
| Мец                  | Приход Трёх святителей                                                     |               | Галльская митрополия Константинопольской православной церкви                             |             | rue des Allemands — 57000 Metz                  | службы проводятся в часовне при церкви Saint-Eucaire |
| Мёдон                | Приход святого апостола Иоанна Богослова                                   |               | Архиепископия православных русских церквей в Западной Европе Русской православной церкви |             | rue du Père Brottier, 14                        | |
| Монпелье             | Приход Святого Креста и святой Елены                                       |               | Архиепископия православных русских церквей в Западной Европе Русской православной церкви |             | quartier Celleneuve                             | службы проводятся в храме Sainte Croix |
| Монтобан             | Приход иконы Божией Матери «Скоропослушница»                               | 1936          | Архиепископия православных русских церквей в Западной Европе Русской православной церкви |             | rue Théophile Delcassé, 49                      | |
| Нанси                | Приход Благовещения Пресвятой Богородицы                                   |               | Корсунская епархия Русской православной церкви                                           |             | rue Charles III, 49                             | службы проводятся в католической церкви святителя Николая |
| Ницца                | Часовня преподобного Серафима Саровского                                   |               | Архиепископия православных русских церквей в Западной Европе Русской православной церкви |             | avenue Caravadossi, 34                          | при доме престарелых |
| Орлеан               | Приход Христа Спасителя                                                    |               | Архиепископия православных русских церквей в Западной Европе Русской православной церкви |             | rue Fernand Rabier                              | службы проводятся в часовне при Campo Santo |
| Париж                | Приход иконы Божией Матери «Всех скорбящих Радость»                        | 1935          | Корсунская епархия Русской православной церкви                                           |             | rue Saint Victor, 4                             | первая франкофонная православная община Парижа |
| Париж                | Часовня святителя Иоанна Шанхайского                                       |               | Лондонская и Западно-Европейская епархия Русской православной церкви заграницей          |             | rue de la Providence, 20                        | |
| Париж                | Приход иконы Божией Матери «Знамение»                                      |               | Галльская митрополия Константинопольской православной церкви                             |             | boulevard Exelmans, 87                          | |
| Париж                | Приход Введения во Храм Пресвятой Богородицы                               |               | Архиепископия православных русских церквей в Западной Европе Русской православной церкви |             | rue Olivier de Serres, 91                       | в здании Русского студенческого христианского движения |
| Перпиньян            | Приход Рождества Иоанна Предтечи                                           |               | Корсунская епархия Русской православной церкви                                           |             | rue Claude Monet, 8                             | |
| Перпиньян            | Приход Страстной иконы Божией Матери                                       |               | Архиепископия православных русских церквей в Западной Европе Русской православной церкви |             | rue Claude Monet, 11                            | службы проводятся в часовне Святого Духа |
| Плюмодан             | Часовня …                                                                  |               | Архиепископия православных русских церквей в Западной Европе Русской православной церкви |             |                                                 | |
| Пуатье               | Приход Святой Троицы и Илария Пиктавийского                                |               | Архиепископия православных русских церквей в Западной Европе Русской православной церкви |             | avenue de la Libération, 77-79                  | службы проводятся в часовне святого Иосифа |
| Ренн                 | Приход святых Иоанна Кронштадтского и Нектария Эгинского                   |               | Галльская митрополия Константинопольской православной церкви                             |             | rue de la Crèche, 3                             | |
| Сен-Луи              | Приход святителя Николая Чудотворца                                        |               | Архиепископия православных русских церквей в Западной Европе Русской православной церкви |             | rue des Jardins, 3                              | |
| Сен-Марс-де-Локене   | Часовня Покрова Пресвятой Богородицы                                       |               | Корсунская епархия Русской православной церкви                                           |             | Vaudoire                                        | |
| Сен-При              | Приход Сретения Господня                                                   |               | Архиепископия православных русских церквей в Западной Европе Русской православной церкви |             | chemin de la Grande Sente, 3                    | |
| Сент-Женевьев-де-Буа | Часовня святителя Николая Чудотворца                                       | 1927          | Корсунская епархия Русской православной церкви                                           |             | Rue de la Cossonerie                            | при «Русском доме» |
| Сентин               | Приход святых Димитрия и Марии                                             |               | Архиепископия православных русских церквей в Западной Европе Русской православной церкви |             | place de l'Église                               | службы проводятся в церкви Saint-Denis, Saint-Jean-Baptiste |
| Страсбург            | Приход святых Григория Паламы и Аттала                                     |               | Корсунская епархия Русской православной церкви                                           |             | rue du Coq, 6                                   | |
| Страсбург            | Приход Христа Спасителя                                                    | 1930          | Лондонская и Западно-Европейская епархия Русской православной церкви заграницей          |             | rue Glaciere, 7                                 | |
| Страсбург            | Приход святого Иоанна Кассиана                                             |               | Галльская митрополия Константинопольской православной церкви                             |             | route du Rhin                                   | службы проводятся в часовне Sainte-Rencontre |
| Труа                 | Приход святителя Николая Чудотворца                                        | 1930          | Архиепископия православных русских церквей в Западной Европе Русской православной церкви |             | rue de l’Isle, 8                                | |
| Тулон                | Приход Воскресения Христова                                                | 1929          | Архиепископия православных русских церквей в Западной Европе Русской православной церкви |             | rue Centrale, 97                                | |
| Тур                  | Приход святого Мартина Турского                                            |               | Архиепископия православных русских церквей в Западной Европе Русской православной церкви |             | rue Eupatoria, 6                                | |
| Шатне-Малабри        | Приход святых Петра и Павла                                                |               | Галльская митрополия Константинопольской православной церкви                             |             | avenue du Plessis, 43                           | службы проводятся в здании католического прихода святой Батильды |
| Эпине-су-Сенар       | Церковь святителя Мартина Исповедника и преподобной Геновефы Парижской     | 2009          | Корсунская епархия Русской православной церкви                                           |             | rue Sainte-Geneviève, 4, Épinay-sous-Sénart     | в здании русской православной семинарии |
| Южин                 | Приход святителя Николая Чудотворца                                        | 1925          | Корсунская епархия Русской православной церкви                                           |             | avenue Paul Girod, 38                           | |

Упразднённые храмы
| Город | Храм                                 | Год постройки | Современная юрисдикция | Изображение | Современный адрес | Примечания                                     |
| ----- | ------------------------------------ | ------------- | ---------------------- | ----------- | ----------------- | ---------------------------------------------- |
| Виши  | Церковь святителя Николая Чудотворца |               |                        |             |                   | упразднена                                     |
| Ницца | Церковь Рождества Христова           |               |                        |             |                   | на вилле барона П. Г. фон Дервиза. Упразднена. |

## Чехия
| Город               | Храм                                               | Год постройки | Современная юрисдикция                                           | Изображение | Современный адрес          | Примечания                          |
| ------------------- | -------------------------------------------------- | ------------- | ---------------------------------------------------------------- | ----------- | -------------------------- | ----------------------------------- |
| Карловы Вары        | Церковь святых апостолов Петра и Павла             | 1902          | Русская православная церковь                                     |             | ul. Krale Jiřiho, 2c/1040  |                                     |
| Марианске-Лазне     | Церковь святого равноапостольного князя Владимира  | 1902          | Пражская епархия Православной церкви Чешских земель и Словачиины |             | ul. Ruská, 9/347           |                                     |
| Прага               | Церковь святого великомученика Георгия Победоносца | 1999          | Русская православная церковь                                     |             | ul. Korunovacni, 34        | при посольстве Российской Федерации |
| Прага (Жижков)      | Церковь Успения Пресвятой Богородицы               | 1925          | Пражская епархия Православной церкви Чешских земель и Словакии   |             | Olšanske hřbitovy, Praha 3 | на Ольшанском кладбище              |
| Франтишкови-Лазне   | Церковь святой равноапостольной княгини Ольги      | 1889          | Пражская епархия Православной церкви Чешских земель и Словакии   |             | ul. Kollárova, 8/15        |                                     |
| Кралупи-над-Влтавоу | Храм Покров Пресвятой Богородицы                   | 1932          | Пражская епархия Православной церкви Чешских земель и Словакии   |             | ul. Hřbitova 278 01        | при городском кладбище              |

Упразднённые храмы
| Город | Храм                                 | Год постройки | Современная юрисдикция          | Изображение | Современный адрес    | Примечания                            |
| ----- | ------------------------------------ | ------------- | ------------------------------- | ----------- | -------------------- | ------------------------------------- |
| Прага | Церковь святителя Николая Чудотворца | 1870 (1737)   | Чехословацкая гуситская церковь |             | Staroměstské náměstí | была передана в аренду, отнята в 1914 |

## Швейцария
| Город  | Храм                              | Год постройки | Современная юрисдикция                                                          | Изображение | Современный адрес                | Примечания   |
| ------ | --------------------------------- | ------------- | ------------------------------------------------------------------------------- | ----------- | -------------------------------- | ------------ |
| Веве   | Церковь святой мученицы Варвары   | 1878          | Лондонская и Западно-Европейская епархия Русской православной церкви заграницей |             | rue des Communaux, 12            |              |
| Женева | Собор Воздвижения Креста Господня | 1866          | Лондонская и Западно-Европейская епархия Русской православной церкви заграницей |             | rue Rodolphe Toepffer, 9         | кафедральный |
| Цюрих  | Церковь Воскресения Христова      | 1936 2002     | Корсунская епархия Русской православной церкви                                  |             | Narzissenstrasse 10, Zurich 8006 |              |

Приходы без отдельных храмов и домовые храмы
| Город          | Приход                                               | Год основания | Современная юрисдикция                                                          | Изображение | Современный адрес         | Примечания                                     |
| -------------- | ---------------------------------------------------- | ------------- | ------------------------------------------------------------------------------- | ----------- | ------------------------- | ---------------------------------------------- |
| Базель         | Приход святителя Николая Чудотворца                  |               | Лондонская и Западно-Европейская епархия Русской православной церкви заграницей |             | Amerbachstrasse, 72       |                                                |
| Берн           | Приход Святой Троицы                                 | 1930-е        | Лондонская и Западно-Европейская епархия Русской православной церкви заграницей |             | Postgasse, 62             |                                                |
| Лейзен         | Церковь святого великомученика Пантелеймона Целителя |               | Лондонская и Западно-Европейская епархия Русской православной церкви заграницей |             | Maison «Riant Val»        | домовая                                        |
| Пюли (Лозанна) | Приход Рождество Христова                            |               | Лондонская и Западно-Европейская епархия Русской православной церкви заграницей |             | avenue Général-Guisan, 71 | приписана к Варваринскому храму в Веве         |
| Цюрих          | Приход Покрова Пресвятой Богородицы                  |               | Лондонская и Западно-Европейская епархия Русской православной церкви заграницей |             | Haldenbachstrasse, 2      |                                                |
| Шен-Бужри      | Церковь Рождества Пресвятой Богородицы               |               | Корсунская епархия Русской православной церкви                                  |             | avenue Jacques-Martin, 11 | представительство при Всемирном совете церквей |

Упразднённые храмы
| Город  | Храм                                                 | Год постройки | Современная юрисдикция | Изображение | Современный адрес | Примечания                     |
| ------ | ---------------------------------------------------- | ------------- | ---------------------- | ----------- | ----------------- | ------------------------------ |
| Давос  | Церковь святого великомученика Пантелеймона Целителя |               |                        |             |                   | упразднена                     |
| Лугано | Церковь Рождества Христова                           |               |                        |             |                   | на вилле «Тревано». Упразднена |

## Швеция
| Город   | Храм                     | Год постройки | Современная юрисдикция                                                                   | Изображение | Современный адрес  | Примечания |
| ------- | ------------------------ | ------------- | ---------------------------------------------------------------------------------------- | ----------- | ------------------ | ---------- |
| Холлнэс | Крестовоздвиженский скит | 2005          | Архиепископия православных русских церквей в Западной Европе Русской православной церкви |             | Vavd, 229, Hållnäs |            |

Приходы без отдельных храмов и домовые храмы
| Город     | Приход                                          | Год основания | Современная юрисдикция                                                                   | Изображение | Современный адрес     | Примечания                                                                       |
| --------- | ----------------------------------------------- | ------------- | ---------------------------------------------------------------------------------------- | ----------- | --------------------- | -------------------------------------------------------------------------------- |
| Бурос     | Приход …                                        |               | Архиепископия православных русских церквей в Западной Европе Русской православной церкви |             | Skolgatan, 1          |                                                                                  |
| Вестерос  | Приход Казанской иконы Божией Матери            |               | Патриаршие приходы в Швеции Русской православной церкви                                  |             |                       | службы проводятся в часовне Missionshuset музея Vallby                           |
| Гётеборг  | Приход Покрова Пресвятой Богородицы             |               | Патриаршие приходы в Швеции Русской православной церкви                                  |             | Runstavsgatan, 9      | службы проводятся в сербском православном храме святого князя Стефана Дечанского |
| Гётеборг  | Приход святителя Тихона                         |               | Архиепископия православных русских церквей в Западной Европе Русской православной церкви |             | Kapellplatsen         | службы проводятся в Landala kapell                                               |
| Евле      | Община преподобного Серафима Саровского         |               | Патриаршие приходы в Швеции Русской православной церкви                                  |             | Hemlingbyvägen, 2     | службы проводятся в Hemlingby kyrka                                              |
| Карлстад  | Приход иконы Божией Матери «Призри на смирение» |               | Патриаршие приходы в Швеции Русской православной церкви                                  |             | Drottninggatan, 38    |                                                                                  |
| Линчёпинг | Приход святого апостола Иоанна Богослова        |               | Архиепископия православных русских церквей в Западной Европе Русской православной церкви |             | Stengatan, 4          | службы проводятся в Stolplyckekapellet                                           |
| Лулео     | Приход иконы Божией Матери «Нечаянная радость»  |               | Патриаршие приходы в Швеции Русской православной церкви                                  |             | Porsövägen, 9         |                                                                                  |
| Лунд      | Приход святого Лаврентия                        |               | Архиепископия православных русских церквей в Западной Европе Русской православной церкви |             | Kastanjegatan, 19C    | службы проводятся в Sankt Laurentii kyrka                                        |
| Стокгольм | Церковь Преображения Господня                   | 1907          | Болгарская православная епархия в США, Канаде и Австралии Болгарской православной церкви |             | Birger Jarlsgatan, 98 |                                                                                  |
| Стокгольм | Приход преподобного Сергия Радонежского         |               | Патриаршие приходы в Швеции Русской православной церкви                                  |             | Bellmansgatan, 13     | службы проводятся в арендованом помещении                                        |
| Умео      | Приход святых апостолов Петра и Павла           |               | Патриаршие приходы в Швеции Русской православной церкви                                  |             | Olle Fiskares väg, 10 |                                                                                  |
| Уппсала   | Приход святителя Николая Чудотворца             |               | Патриаршие приходы в Швеции Русской православной церкви                                  |             | Sysslomansgatan, 46   | службы проводятся в греческой православной церкви святого Павла                  |
| Эребру    | Часовня преподобного Сергия Радонежского        |               | Архиепископия православных русских церквей в Западной Европе Русской православной церкви |             | Storgatan, 1          | службы проводятся в часовне при Olaus Petri kyrka                                |